# Straßenbahn Hamburg

Schulterblatt 1900

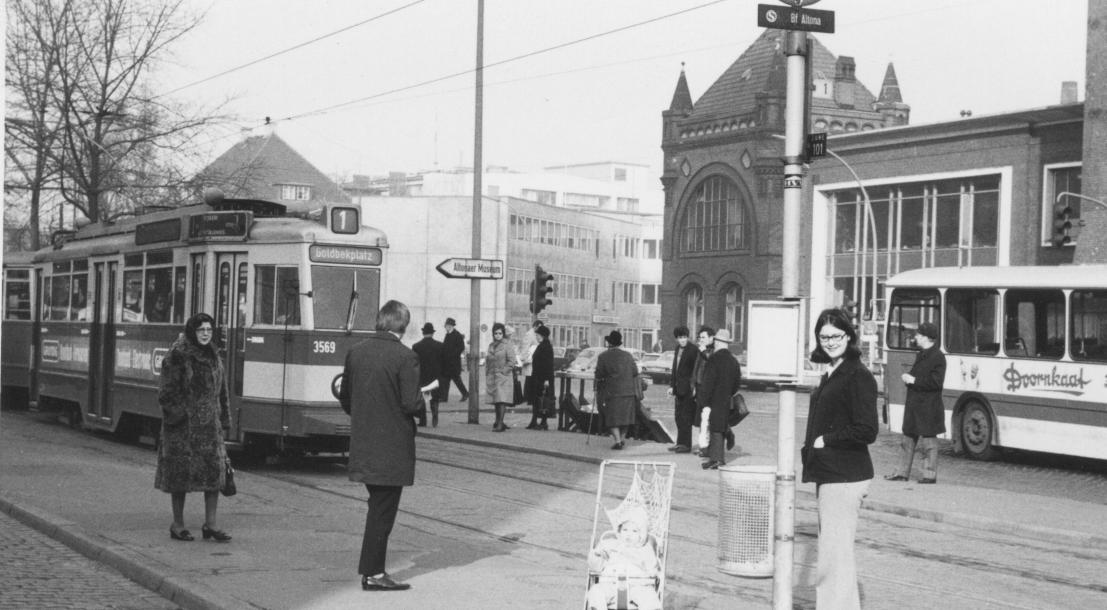
1971 vor dem Bahnhof Altona

Die Hamburger Straßenbahn hatte eines der ältesten und größten deutschen Straßenbahnnetze. Bereits 1866 wurde die erste Pferdebahnstrecke und 1894 die erste elektrisch betriebene Linie eröffnet. Der Senat der Hansestadt beschloss 1958 die schrittweise Stilllegung des gesamten Netzes, die letzte Linie wurde im Herbst 1978 auf Busbetrieb umgestellt.

## Geschichte

Perambulatorwagen der Hamburg-Altonaer Pferdebahn-Gesellschaft

Nach der Aufhebung der Hamburger Torsperre Ende 1860 und infolge der Industrialisierung dehnte sich die Stadt Hamburg stark aus. Die Einwohnerzahl stieg von 290.000 (1870) auf 559.000 (1890) nur im alten Hamburger Gebiet (also ohne Altona, Harburg und Wandsbek). Außerdem verloren durch den Bau der Speicherstadt 20.000 Menschen ihre Wohnungen in der Innenstadt. Dies erforderte einen immer stärker werdenden öffentlichen Nahverkehr. Die ersten Pferdeomnibus-Betriebe waren jedoch unzureichend, da sich die Fahrt auf dem Steinpflaster als zu unbequem erwies. Für die Erschließung der Vororte in Alsternähe (besonders Winterhude) entwickelte sich ab 1859 ein leistungsfähiges Liniennetz von Alsterdampfern, die damals gegenüber ihrer Konkurrenz aus Pferdekutschen und -omnibussen schneller waren. Das Rad-Schiene-Prinzip mit seinem ungleich größeren Wirkungsgrad setzte sich durch, so dass Hamburg, ab 1866 beginnend, mit einem Pferdebahnnetz in alle wichtigeren Vororte versehen war. Einige der Betreibergesellschaften setzten Fahrzeuge im Perambulatorbetrieb ein, die den Schienenweg bei Bedarf verlassen konnten.

### Pferdebahn

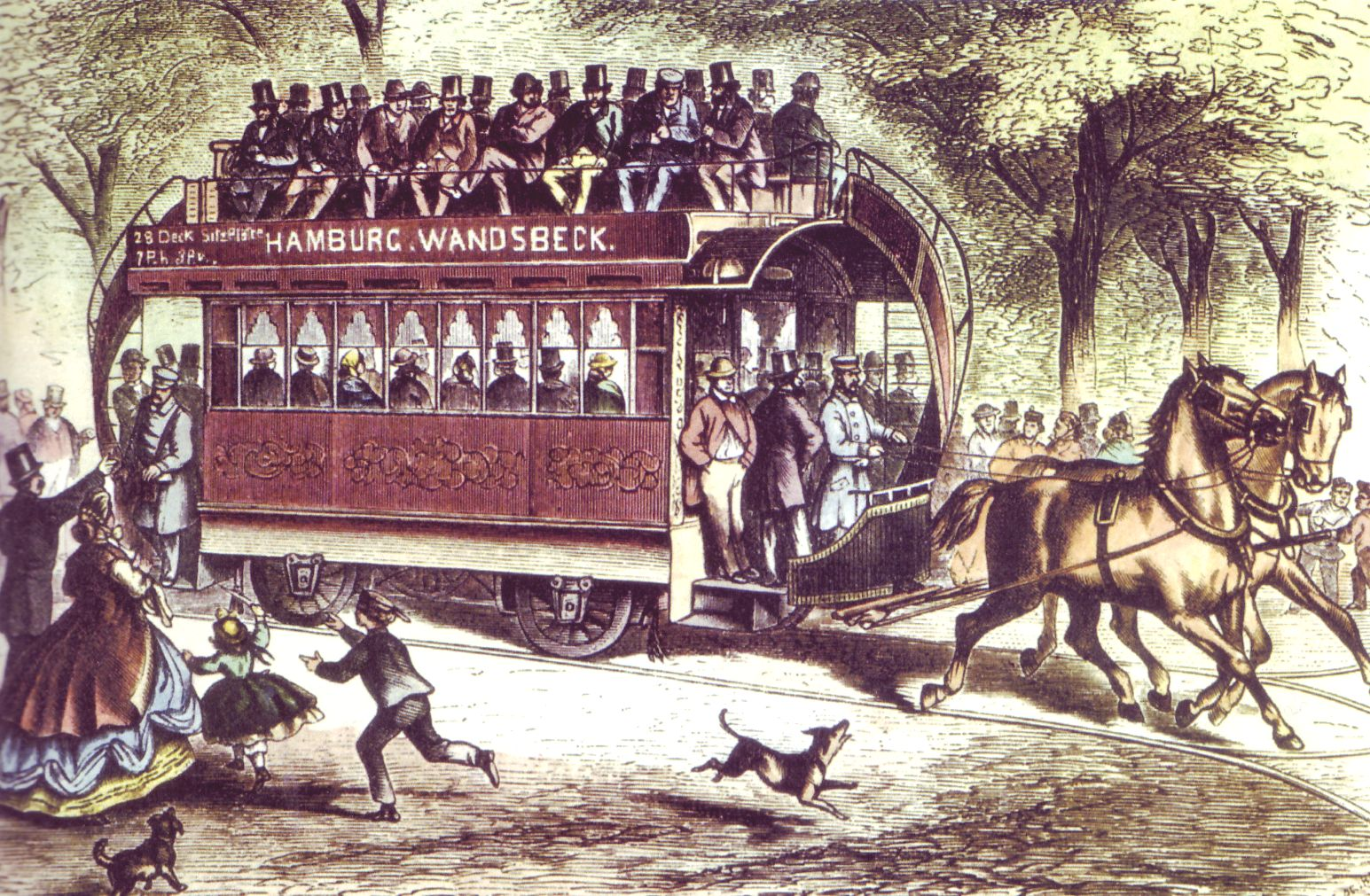
Pferdebahn Hamburg-Wandsbeck (damals noch mit -ck)

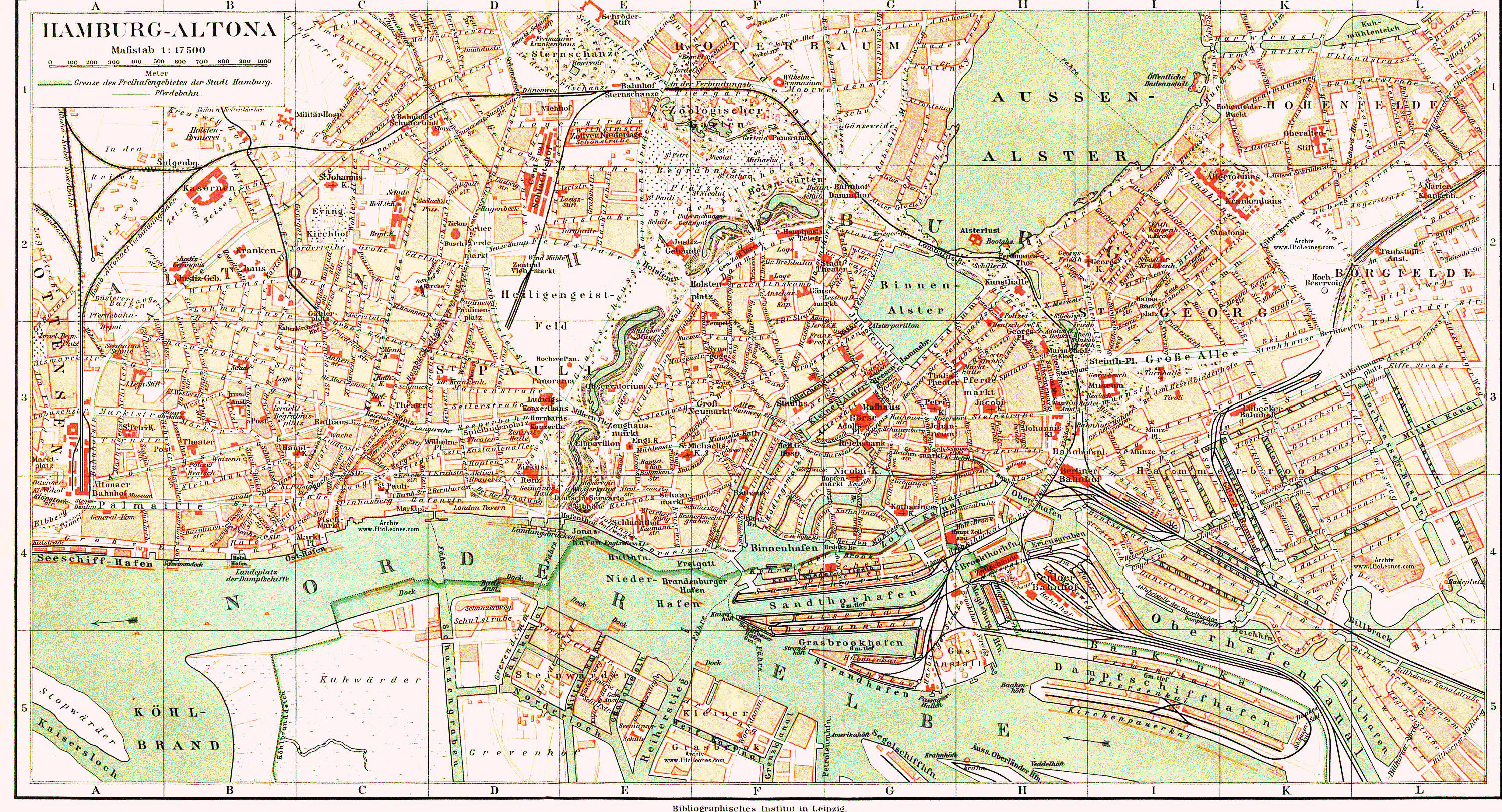
Altona und Hamburg um 1892
(grüne Linien: Pferdebahnstrecken)

16. August 1866 bis 27. Dezember 1922
1866 bis 1875 wurden die ersten Pferdebahnen der Pferde-Eisenbahn-Gesellschaft PEG nach Wandsbek, Barmbek, Eimsbüttel, Hoheluft und Hamm eröffnet. 1878 nahm die Hamburg-Altonaer Pferdebahn ihre Geschäfte auf. Ab 1880 trat die Straßen-Eisenbahn-Gesellschaft auf den Plan, die in rascher Folge Eppendorf, Winterhude, Horn und Rothenburgsort erschloss und auch bereits 1880 eine Strecke zum neuen Friedhof in Ohlsdorf über Alsterdorf in Betrieb nahm. Die Straßen-Eisenbahn-Gesellschaft (SEG oder StEG) wurde dann die bestimmende Betreibergesellschaft in Hamburg, nachdem die PEG und einige andere kleinere Gesellschaften von ihr übernommen waren und nur die Hamburg-Altonaer Pferdebahn als Konkurrenz blieb.
Bis 1894 ist dann das Liniennetz kontinuierlich gewachsen. Die Streckenlänge wuchs von 1879 mit 28 km über 1881 mit 66 km bis 1896 (schon in der Phase der Elektrifizierung) auf 100 km.
Ab 1894 wurden die Pferdebahnlinien elektrifiziert. Diese Umstellung war in der inneren Stadt am 11. Dezember 1898 mit dem Altonaer Ring abgeschlossen. Bis 1908 gab es dann noch einen Pferdebahn-Zubringer von Flottbek und bis 27. Dezember 1922 eine Schleifenlinie in Marienthal. Hier konnte erst nach dem Bau einer Eisenbahnunterführung elektrifiziert werden, da die Lübeck-Büchener Eisenbahn (LBE) eine ebenerdige Kreuzung ihrer Gleise mit dem Fahrdraht nicht erlaubte.

### Dampfbetrieb
13. Mai 1878 bis 22. Juni 1897

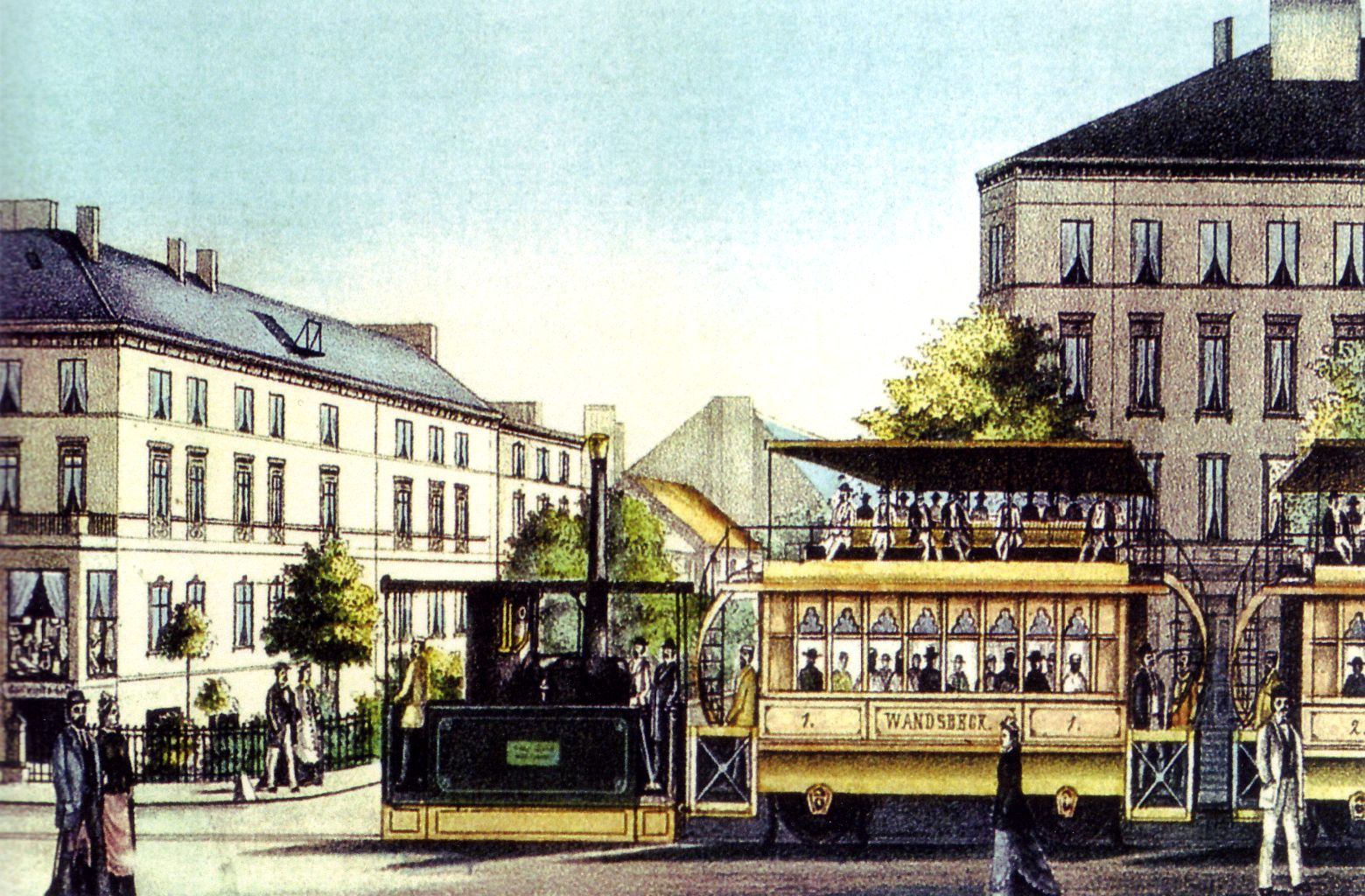
Dampfstraßenbahn Hamburg–Wandsbeck

Dampfstraßenbahn nach Wandsbek, 22. Juni 1897

Als einziges wurde die Linie über die Strecke Rathausmarkt – Steindamm – Lübecker Str. – Wandsbeker Chaussee – Wandsbek Zoll mit Dampflokomotiven betrieben (zuerst PEG, ab 1880 SEG). In der Regel wurden zwei doppelstöckige Beiwagen von einer Tramlok gezogen. Aufgrund der gedrungenen Form der Letzteren nannte der Volksmund sie „Plätteisen“. Der Dampfbetrieb wurde 1897 durch elektrische Triebwagen abgelöst.

### Elektrischer Betrieb
Am 5. März 1894 begann die SEG den elektrischen Betrieb auf einer zweigleisigen Ringlinie (ab 1900: Linie 26)auf dem Glockengießerwall – Klosterwall – Dovenfleet – Vorsetzen – Glacischaussee – Gorch-Fock-Wall – Esplanade – Lombardsbrücke – Glockengießerwall. Lieferant der elektrischen Ausrüstung war die Union Electricitäts-Gesellschaft (UEG) mit Sitz in Berlin, die u. a. das Patent für Stangenstromabnehmer hielt. Zur Lieferung des Stroms musste die UEG einen Vertrag mit der Nürnberger Firma Schuckert & Co., dem alleinigen Konzessionsinhaber zur Versorgung Hamburgs mit elektrischer Energie, schließen. Die Nennspannung betrug 500 V, die Spannungshöhe durfte nur zwischen 490 V und 540 V schwanken. Als technische Glanzleistung jener Zeit galt die Überspannung der Lombardsbrücke mit der Oberleitung auf einer Länge von 104 m.
Als erste von vornherein für den elektrischen Betrieb vorgesehene Strecke wurde am 11. April 1895 die spätere Linie 6 über die Fuhlsbüttler Straße von Barmbek nach Ohlsdorf fertiggestellt.
Der Verkehr vom Gänsemarkt zum Rathausmarkt wurde in beiden Richtungen durch den engen Straßenzug Poststraße–Gerhofstraße geführt. Daher entschloss man sich 1900, das nordwärts führende Gleis über den Jungfernstieg zu legen, um die Poststraße zu entlasten. Bei dieser Regelung blieb es bis zur Einstellung des Betriebs 1978. Die Masten der Oberleitung auf dem Jungfernstieg wurden besonders aufwendig konstruiert, an ihrem zweiten Ausleger trugen sie Kandelaber. Weniger aufwendig ging man 1912 bei der stark belasteten Strecke über den Großen Burstah vor. Hier wurde das Gleis in Richtung Westen durch den Mönkedamm gelegt. Nur die Linie 7 führte bis 1924 auch in Richtung Westen noch über den Großen Burstah, erst dann über Mönkedamm.
Den elektrischen Strom lieferte zuerst das 1893 erbaute Kraftwerk der HEW An der Stadtwassermühle. Die Fahrzeuge waren in den Fahrzeugwerkstätten Falkenried in Hoheluft gebaut worden.

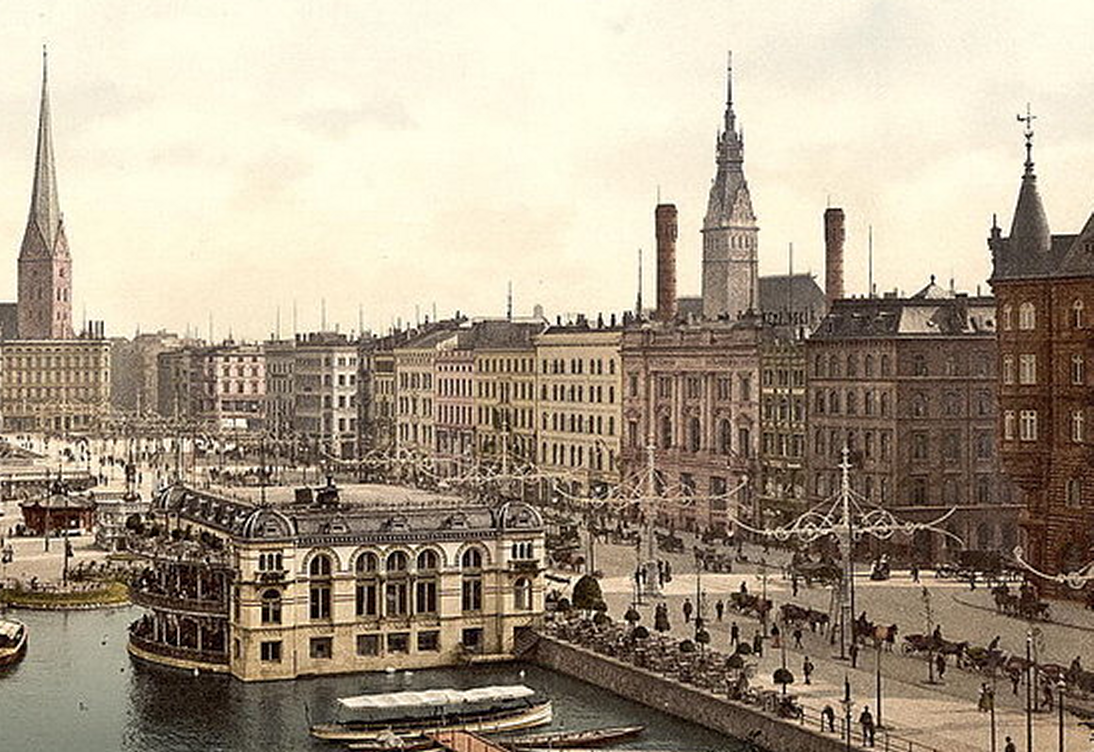
Jungfernstieg Neben dem Rathausturm die Schornsteine des Elektrizitätswerks
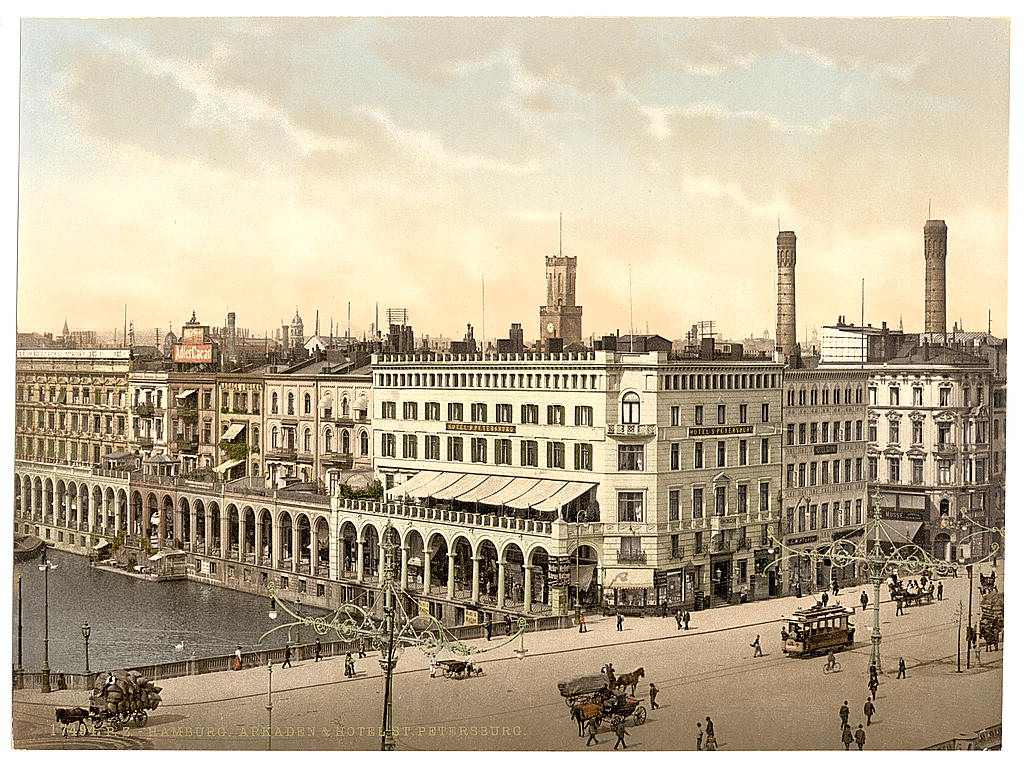
Alsterarkaden, vorn der Jungfernstieg
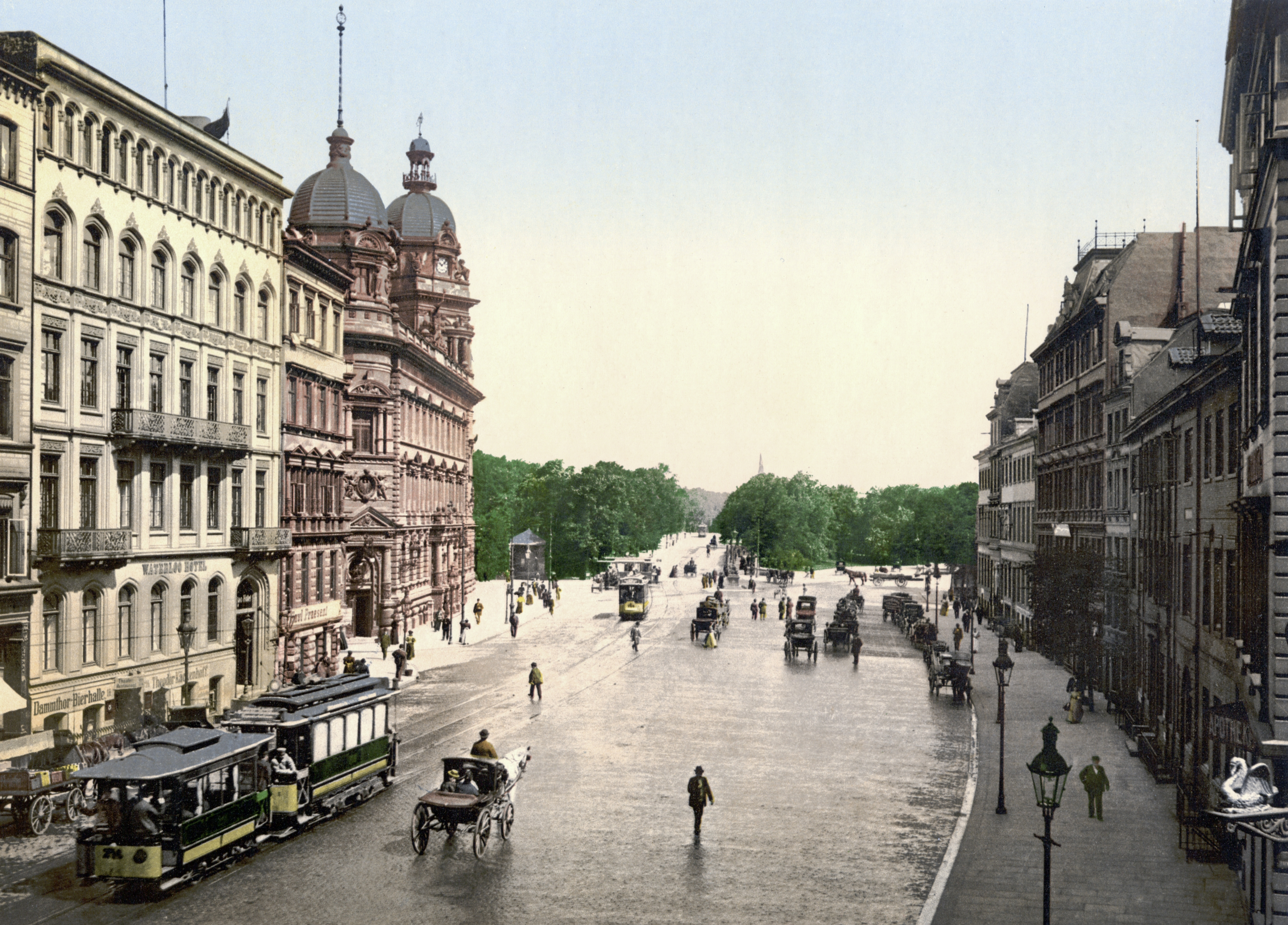
Dammtordamm mit Stephansplatz
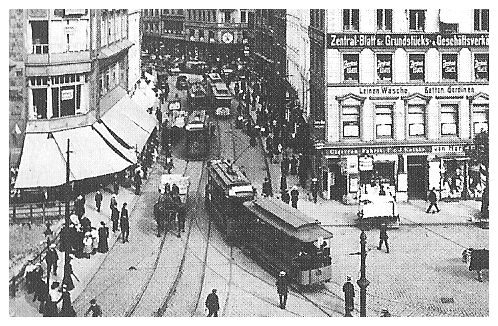
Großer Burstah, Gleise vom Rödingsmarkt in den Gr. Burstah führend, etwa 1905

#### Ausbau des Liniennetzes
| Ab dem 3. September 1900 wurden die Straßenbahnlinien nach folgendem Schema nummeriert: | Ab dem 3. September 1900 wurden die Straßenbahnlinien nach folgendem Schema nummeriert: |
| Linie                                                                                   | nach                                                                                    |
| --------------------------------------------------------------------------------------- | --------------------------------------------------------------------------------------- |
| 1–3                                                                                     | Wandsbek                                                                                |
| 4+5                                                                                     | Eilbek                                                                                  |
| 6–9                                                                                     | Barmbek                                                                                 |
| 10–16                                                                                   | Eimsbüttel                                                                              |
| 17                                                                                      | Hamm                                                                                    |
| 18+19                                                                                   | Ringlinien um die Alster                                                                |
| 20–25                                                                                   | übrige Linien                                                                           |
| 26                                                                                      | Ringbahn um die Innenstadt                                                              |
| 27                                                                                      | Altonaer Ring                                                                           |
| 28                                                                                      | Ohlsdorf über Winterhude                                                                |
| 29+30                                                                                   | in Altona                                                                               |
| über 30                                                                                 | jede neue Linie bekam eine höhere Nummer                                                |

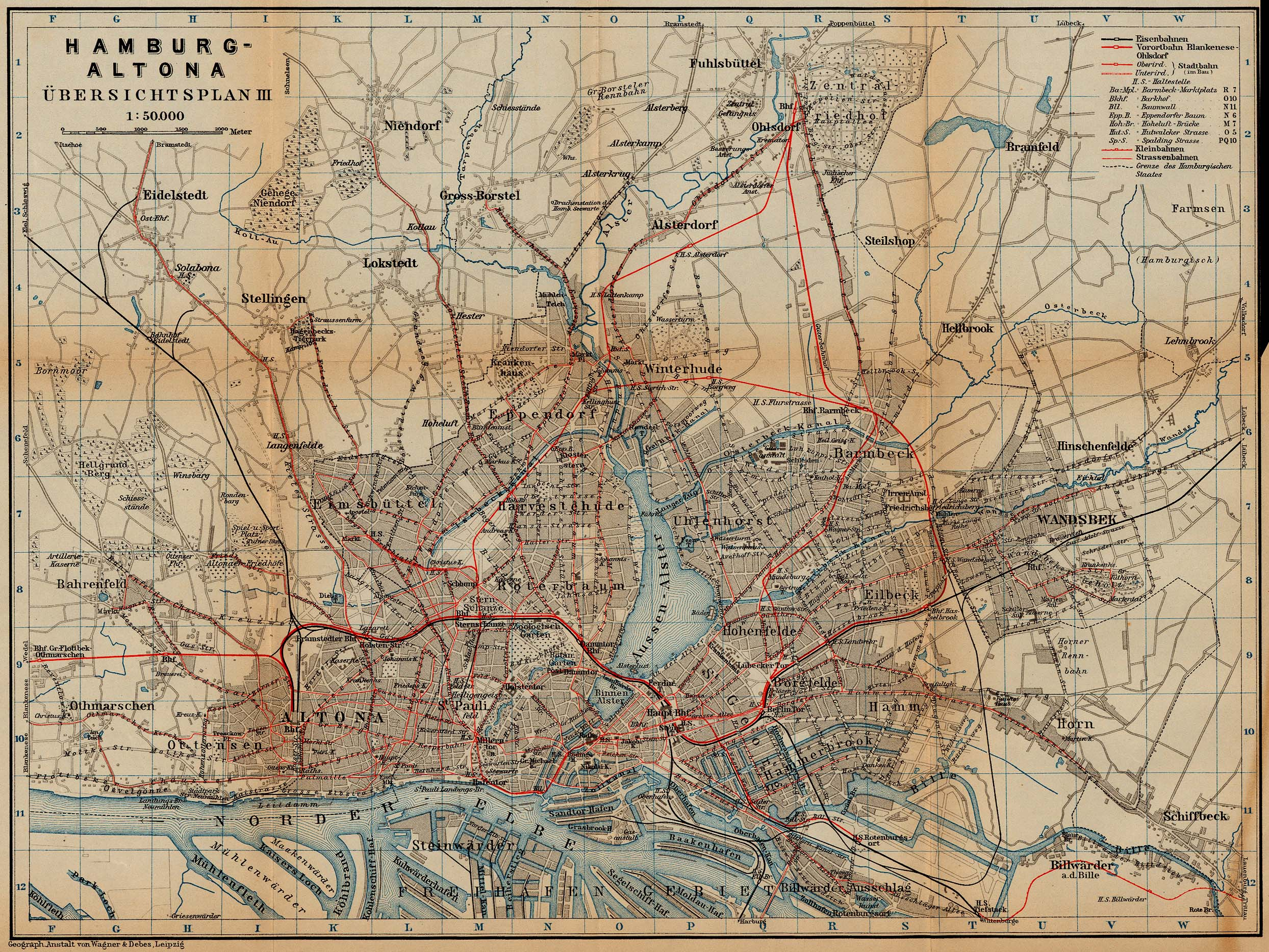
Liniennetz 1908
(mit den geplanten Hochbahn-Strecken)

Bis zur Jahrhundertwende war der Hauptteil des innerstädtischen Netzes fertiggestellt. Die Straßen-Eisenbahn-Gesellschaft hatte nach und nach kleinere Gesellschaften übernommen und betrieb 1900 die Linien „1“ bis „30“. Bis 1914 kamen zehn weitere Linien hinzu, so dass diese Gesellschaft dann die Linien „1“ bis „40“ betrieb. Daneben gab es die aus der Hamburg Altonaer Pferdebahn hervorgegangene Zentralbahn, die den lukrativen Verkehr Berliner Tor – Steinstraße – Reeperbahn – Altona – Ottensen anbot, in Altona und Ottensen mit zwei Zweiglinien, der roten Linie über Königstraße und der grünen Linie über Große Bergstraße.
Einige der Straßenbahnstrecken reichten weit in das Umland und auch in damals noch preußische Gemeinden, z. B. 1903 nach Harburg, 1907 nach Stellingen, 1912 nach Schnelsen, 1913 nach Tonndorf, Wandsbek-Gartenstadt und Eidelstedt und 1914 nach Billstedt. Die Umlandgemeinden vergaben für eine Linie in ihren Ort selbst die Konzession, so dass sich die beengten Grenzen Hamburgs bis 1937 in dieser Hinsicht kaum negativ auswirkten. Oft wurde an die SEGH ein Baukostenzuschuss gezahlt, um an das Straßenbahnnetz angeschlossen zu werden.
Inzwischen betrug 1909 die Netzlänge der Straßenbahn in Hamburg 167,17 km.

#### Konkurrenz mit den Schnellbahnen
Bis 1907 trug allein die Straßenbahn die Hauptlast des Verkehrs. Durch die Stadtbahn (später S-Bahn) und ab 1912 dem Hochbahnring mit den Zweigstrecken nach Eimsbüttel (Hellkamp), Ohlsdorf und Rothenburgsort sank zwar der relative Anteil der Straßenbahn an der Beförderungsleistung (ohne Schifffahrtslinien) von 100 % im Jahr 1907 auf 60,95 % im Jahr 1918, die absolute Leistung nur der Straßenbahn stieg aber in dieser Zeit von 156,174 Millionen auf 218,060 Millionen im Jahr. Der Gesamtverkehr S-Bahn, U-Bahn und Straßenbahn betrug 1918 357,788 Millionen Personen pro Jahr und war also in diesen elf Jahren auf mehr als das Doppelte gestiegen. Eine Entlastung oder ein Ausbau des Straßenbahnnetzes war also dringend geboten. So war denn neben der Erweiterung des Hochbahn-Netzes nach Langenhorn und in die Walddörfer sowohl 1909 als auch 1919 geplant, die Straßenbahn nicht nur in der inneren Stadt auszubauen, sondern auch weitere Strecken in Umlandgemeinden (z. B. nach Bramfeld) zu legen.
Verbunden mit dem Bau des Hochbahnringes war der Durchbruch der Mönckebergstraße. Ab dem 18. März 1910 waren die Linien „1“ und „4“ die ersten, die diese neue Verbindung befuhren. Bis 1928 behielt aber der Straßenzug Hermannstraße–Ferdinandstraße seine Verkehrsbedeutung. Die Zentralbahn durchquerte die Altstadt auf der parallelen Steinstraße.
Ohne den heute gewohnten Tarifverbund des HVV standen S-Bahn, Hochbahn und Straßenbahnen der SEGH und der Zentralbahn in unmittelbarer Konkurrenz miteinander. So kam es schon 1912 wegen der neuen Hochbahn zum Wegfall einiger Verstärkungslinien in Richtung Barmbek.
Im Jahr 1920 betrug die Zahl der Beförderungsfälle bei der Straßenbahn 170,1 Millionen Passagiere.

#### Zwischen den Weltkriegen

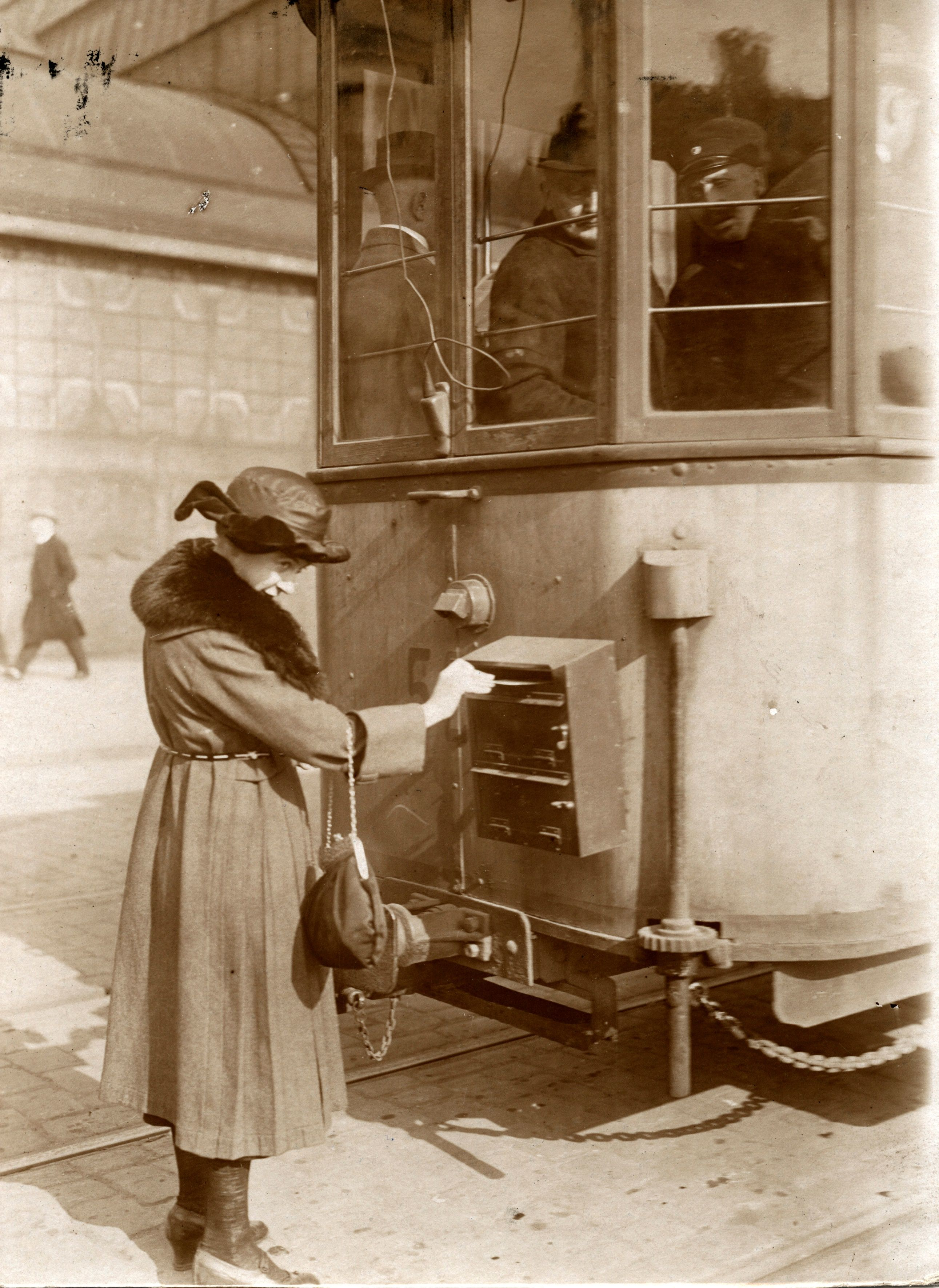
Eine Passantin benutzt einen Rollenden Briefkasten

Am 1. Januar 1920 übernahm die Hamburger Hochbahn Aktiengesellschaft (HHA) den Straßenbahn-Betrieb der SEGH und ab dem 1. Januar 1923 auch den Betrieb der Zentralbahn. Im September 1920 wurden alle Züge, die über Hauptbahnhof oder Stephansplatz liefen, mit rollenden Briefkästen ausgestattet. In die am Heck der Triebwagen angebrachten Kästen konnten Eilbriefe, Telegramme und andere dringende Postsendungen eingeworfen werden.
Einer ersten Neubaustrecke zur Stadthalle am Stadtpark (1921) folgten nach Überwindung der Inflation Linien nach Hochrad (Teil-Reaktivierung der Blankeneser Bahn), zur Trabrennbahn in Farmsen, nach Jüthorn, zur Horner Rennbahn und nach Billbrook. Von Barmbek nach Rothenburgsort wurde die Linie 21 als neue Querverbindung angeboten. Der Verkehr im Zentrum konzentrierte sich ab Ende der 1920er Jahre in der Mönckebergstraße. Ab 1925 wurden die ersten ständigen Kraftomnibuslinien der HHA eingerichtet, so dass z. B. im Zuge der Mansteinstraße keine Straßenbahnstrecke mehr gebaut wurde. Auch Vororte wie Bramfeld und westlich von Altona wurden teilweise durch Buslinien anstatt Straßenbahnlinien angeschlossen.
Während der nationalsozialistischen Herrschaft kam nur eine etwa 600 m lange Verlängerung in Hammerbrook durch die Süderstraße bis zur Braunen Brücke zum Straßenbahnnetz hinzu. Im Jahr 1938 leistete die Straßenbahn der HHA 54.815.143 Wagenkilometer, die Zahl der Beförderungsfälle betrug 165.590.292, die mittlere Reiselänge der Passagiere lag bei 4½ Kilometern.
Während des im September 1939 begonnenen Zweiten Weltkriegs wurde ein großer Teil der Belegschaft zur Wehrmacht eingezogen. Als Ersatz wurden mehrere hundert Frauen eingestellt, die den Verlust jedoch nur zum Teil ausgleichen konnten. Da viele Omnibusse ebenfalls zur Wehrmacht abgezogen wurden und Kraftstoff eingespart werden musste, übernahm die Straßenbahn dann auch den Nachtverkehr auf bestimmten Linien.

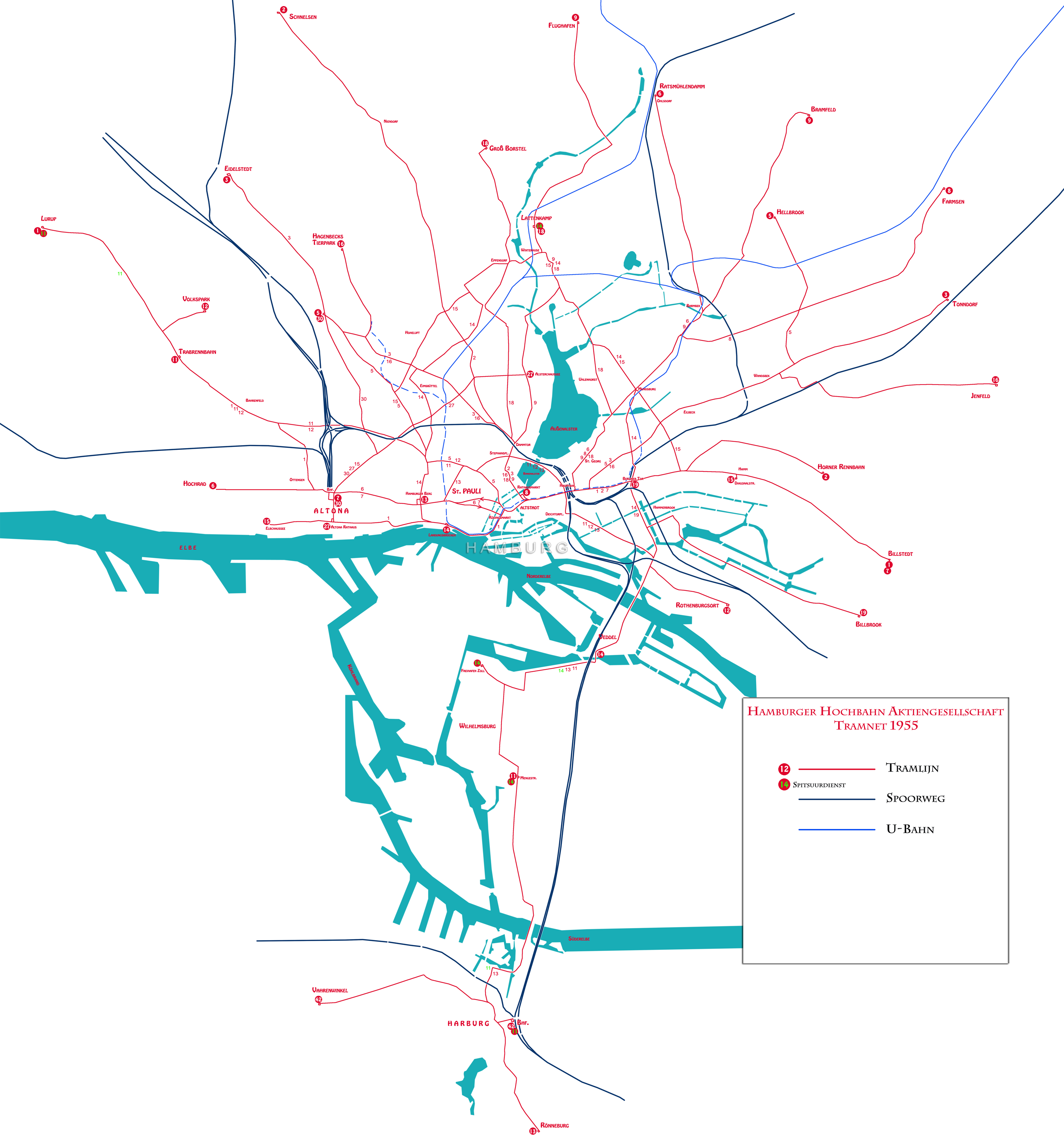
Das Straßenbahnnetz 1955

#### Zerstörung und Wiederaufbau
Nach den Bombardierungen Hamburgs Ende Juli 1943 war – außer in Harburg – kein Straßenbahnverkehr mehr möglich. Während auf den Hauptlinien nach wenigen Tagen oder Wochen wieder mit dem Betrieb begonnen wurde, kamen manche Strecken erst nach Monaten oder gar Jahren wieder unter Fahrdraht. Einige Strecken (z. B. in Altona, St. Pauli, Hammerbrook und Hamm sowie die Linie 21 von Barmbek über Eilbek nach Rothenburgsort) wurden nicht wieder in Betrieb genommen. Dennoch stand 1947 ein Netz mit den wichtigsten Linien zur Verfügung.
Bereits 1948 kam die Neubaustrecke nach Bramfeld in Betrieb. Am 4. Juli 1954 erreichte Linie 16 Jenfeld, und am 29. Oktober 1955 schließlich wurde Lurup an das Straßenbahnnetz angeschlossen. Damit hatte das Streckennetz seine größte Ausdehnung nach dem Zweiten Weltkrieg erreicht. Doch schon am 30. August 1954 begann mit der Linie 44 (früher 38) in Harburg die Umstellung von Straßenbahnlinien auf Busbetrieb.
Bei einer Neuordnung der Linienbezeichnungen der HHA am 5. Mai 1953, bei der auch die Buslinien anstatt mit Buchstaben mit zweistelligen Ziffern bezeichnet wurden, erhielten die bisherigen Harburger Linien 34 und 38 höhere Liniennummern (42 und 44). Harburg erhielt damals den 40er Nummernblock, einschließlich HHA-O-Bus- und Buslinien, da diese hier auch zum günstigeren Straßenbahntarif verkehrten. Ab 1954 wurde der 30er Nummernblock für Straßenbahnlinien aufgegeben, um diese für ein Schnellbus-Liniennetz zu nutzen. Um dieses Ziel zu erreichen, erfolgten 1954 (Linie 35 in 14), 1955 (Linie 1 in Wandsbek-Gartenstadt in 5, Linie 31 in 1, Linie 33 ging in Linie 13 auf), 1956 (Linie 27 in verlängerte 8) und 1957 (Linie 30 in 17) Linienumbenennungen. Ab 1961 ging auch der 20er Nummernblock an den Schnellbusbereich.
Im Jahr 1954 betrug die Zahl der Beförderungsfälle bei der Straßenbahn 251,5 Millionen, die durchschnittliche Reiselänge lag bei 5 Kilometern.
| Das Liniennetz ab dem 17. Mai 1955 in größter Ausdehnung nach dem Zweiten Weltkrieg | Das Liniennetz ab dem 17. Mai 1955 in größter Ausdehnung nach dem Zweiten Weltkrieg |
| ----------------------------------------------------------------------------------- | --- |
| 1                                                                                   | Lurup – Bahrenfeld Trabrennbahn – Bahrenfelder Steindamm – Bf. Altona – Palmaille – Landungsbrücken – Rathausmarkt – Mönckebergstr. – Hbf. – Berliner Tor – Hamm – Billstedt (bis 19. Oktober 1955 als Linie 31 ab Trabrennbahn, dann nach Lurup verlängert und umbenannt) |
| 2                                                                                   | Schnelsen – Niendorf – Lokstedt – Hoheluftbrücke – Dammtor – Gänsemarkt – Rathausmarkt – Mönckebergstr. – Hbf. – Berliner Tor – Hamm-Nord – Horner Rennbahn; nachts: Schnelsen – Beim Schlump |
| 3                                                                                   | Eidelstedt – Langenfelde – Osterstr. – Dammtor – Gänsemarkt – Rathausmarkt – Mönckebergstr. – Hbf. – Steindamm – Lübecker Str. – Wandsbek-Markt – Tonndorf; nachts wie tagsüber |
| 5                                                                                   | Langenfelde – Lappenbergsallee – Schulterblatt – Feldstr. – Kaiser-Wilhelm-Str. – Rathausmarkt – Mönckebergstr. – Hbf. – Steindamm – Lübecker Str. – Wandsbek-Markt – Wandsbek-Gartenstadt – Hellbrook |

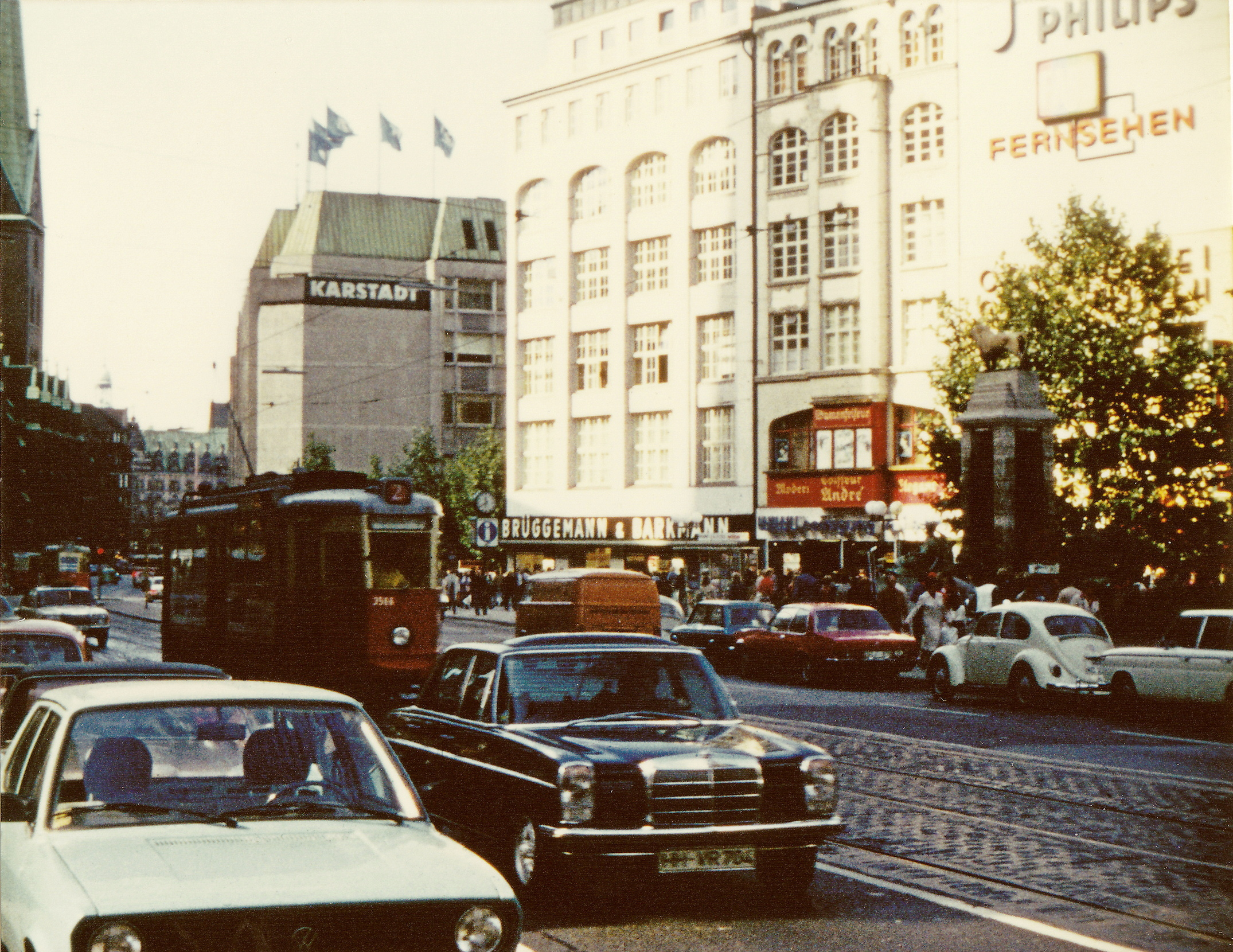
Mönckebergstraße im Mai 1977

| 6                                                                                   | Othmarschen, Hochrad – Ottenser Hauptstr. – Bf. Altona – Gr. Bergstr. – Reeperbahn – Steinwege – Rathausmarkt – Mönckebergstr. – Hbf. – Lange Reihe – Mundsburg – Hamburger Str. – Bf. Barmbek – Fuhlsbüttler Str. – Ohlsdorf; nachts: Bleickenallee (Ottensen) – Ohlsdorf |
| 7                                                                                   | Bf. Altona – Gr. Bergstr. – Reeperbahn – Steinwege – Rathausmarkt – Mönckebergstr. – Hbf. – Berliner Tor – Billstedt |
| 8                                                                                   | Rathausmarkt – Mönckebergstr. – Hbf. – Lange Reihe – Mundsburg – Hamburger Str. – Dehnhaide – Friedrich-Ebert-Damm – Trabrennbahn Farmsen |
| 9                                                                                   | Flughafen – Alsterdorf – Winterhuder Markt – Maria-Louisen-Str. – Mittelweg – Dammtor – Gänsemarkt – Rathausmarkt – Mönckebergstr. – Hbf. – Lange Reihe – Mundsburg – Hamburger Str. – Fabriciusstr. – Bramfeld (ab 30. Oktober 1955 über Bf. Barmbek – Pestalozzistr.) |
| 11                                                                                  | (Lurup –) Bahrenfeld Trabrennbahn – Stresemannstr. – Feldstr. – Stephansplatz – Lombardsbrücke – Hbf. – Amsinckstr. – Norderelbbrücke – Veddel – Wilhelmsburg, Mengestr. (– Bf. Harburg) (nur werktags, kein Spätverkehr) |
| 12                                                                                  | Bahrenfeld Volkspark, Stadionstr. – Bahrenfeld Trabrennbahn – Stresemannstr. – Feldstr. – Stephansplatz – Lombardsbrücke – Hbf. – Amsinckstr. – Rothenburgsort; nachts: Bahrenfeld Trabrennbahn – Stresemannstr. – Hein-Hoyer-Str. – Reeperbahn – Glacischaussee – Stephansplatz – Lombardsbrücke – Hbf. – Süderstraße – Billhorn – Freihafenstraße                                                                          |
| 13                                                                                  | St. Pauli – Glacischaussee – Stephansplatz – Lombardsbrücke – Hbf. – Amsinckstr. – Norderelbbrücke – Veddel – Wilhelmsburg – Harburg – Wilstorf – Rönneburg; nachts bis Wilstorf |
| 14                                                                                  | Landungsbrücken – St. Pauli, Hein-Hoyer-Str. – Schanzenstr. – Bismarckstr. – Lehmweg – Curschmannstr. – Martinistr. – Eppendorfer Markt – Winterhuder Markt – Mühlenkamp – Winterhuder Weg – Mundsburg – Kuhmühle – Berliner Tor – Heidenkampsweg – Elbbrücken – Veddel (– Freihafen) / (– Wilhelmsburg, Mengestr.) |
| 15                                                                                  | Hohenzollernring – Bf. Altona – (Max-Brauer-)Allee – Schulterblatt – Eppendorfer Weg – Gärtnerstr. – Martinistr. – Eppendorfer Markt – Winterhuder Markt – Mühlenkamp – Winterhuder Weg – Mundsburg – Landwehr – Hammer Landstr. – Hamm, Diagonalstr. |
| 16                                                                                  | Hagenbecks Tierpark – Osterstr. – Dammtor – Gänsemarkt – Rathausmarkt – Mönckebergstr. – Hbf. – Steindamm – Wandsbek-Markt – Rodigallee – Jenfeld |
| 18                                                                                  | Groß Borstel – Eppendorf Markt – Klosterstern – Rothenbaumchaussee – Dammtor – Gänsemarkt – Rathausmarkt – Mönckebergstr. – Hbf. – Lange Reihe – Hofweg – Mühlenkamp – Winterhuder Markt – Lattenkamp; nachts: Eppendorfer Markt – Bismarckstr. – Schanzenstr. – Hein-Hoyer-Str. – Reeperbahn – Steinwege – Rathausmarkt – Mönckebergstr. – Hbf. – Lange Reihe – Hofweg – Mühlenkamp – Winterhuder Markt – Eppendorfer Markt |
| 19                                                                                  | (Mundsburg – Kuhmühle −) Berliner Tor – Heidenkampsweg – Süderstr. – Billbrook |
| 27                                                                                  | Altona, Neues Rathaus – Bf. Altona – (Max-Brauer-)Allee – Schlump – Hallerstr. – Alsterchaussee (ab 30. Oktober 1956 durch die verlängerte Linie 8 übernommen) |
| 30                                                                                  | (Hochrad –) Bf. Altona – (Max-Brauer-)Allee – Kieler Str. – Langenfelde (am 4. Mai 1957 in Linie 17 umbenannt) |
| 42                                                                                  | Heimfeld (Vahrenwinkelweg) – Bf. Harburg (vorher Linie 34) |

#### Der Weg bis zur Einstellung des Betriebes

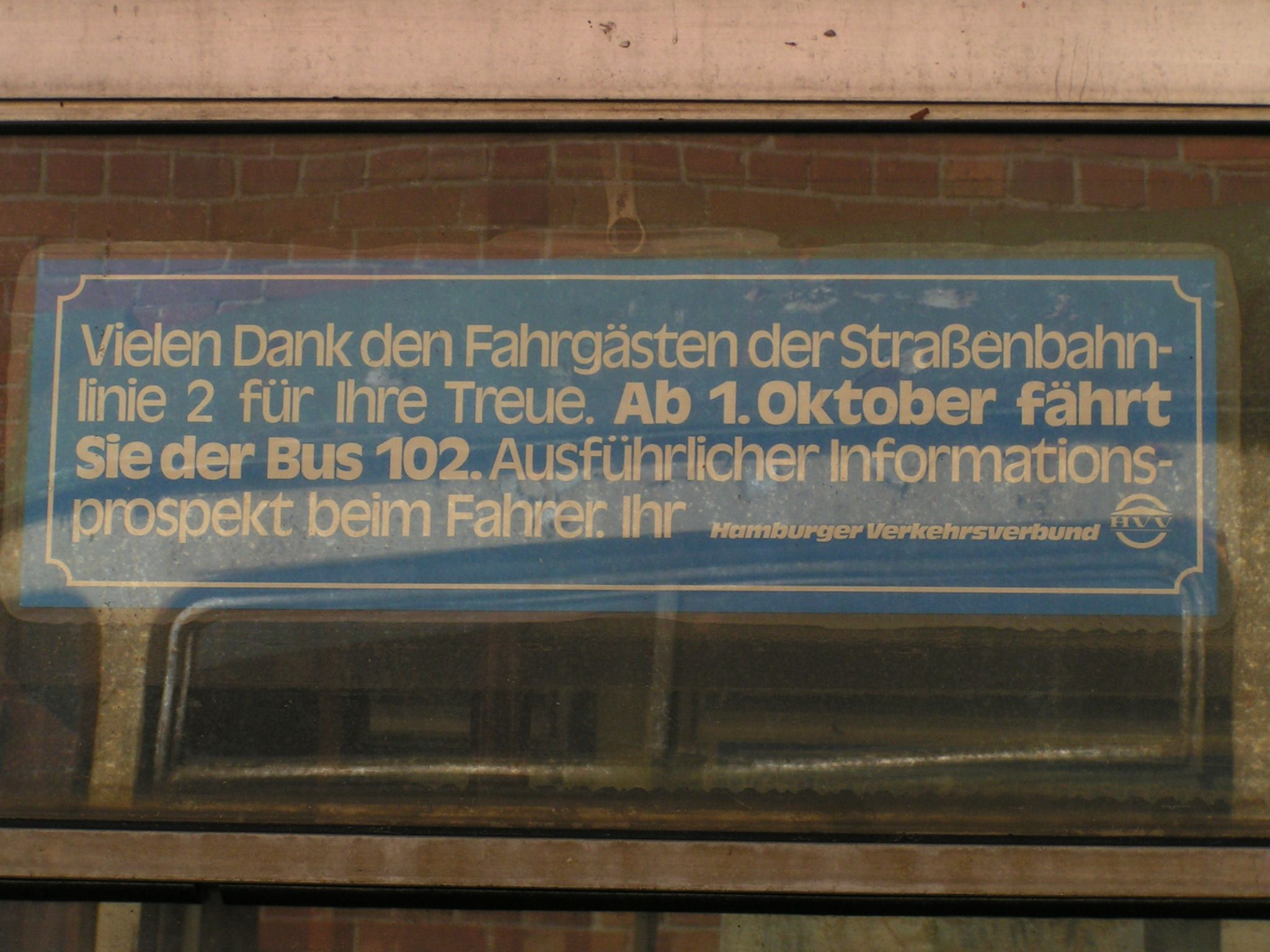
Hinweisschild zur Einstellung des Betriebs

Die Denkschrift des Senats der Freien und Hansestadt Hamburg zur Neuordnung des Hamburger Stadtverkehrs von 1955 regte nach einer Bestandsanalyse die Verlängerung bestehender und Einrichtung neuer U-Bahn-Strecken an, damit die Verkehrsleistung erhöht und die Belastung der Straßen(bahnstrecken) an der Oberfläche der inneren Stadt verringert wird. Dazu sollte zunächst die bisher am Jungfernstieg endende U-Bahn über Meßberg, Hauptbahnhof, Lübecker Straße und Wandsbek bis Farmsen zur Walddörferbahn verlängert werden, damit die Streckenbelastung des östlichen U-Bahn-Rings verringert wird, und dann insgesamt im Osten Hamburgs die Straßenbahnlinien 3, 5 (ehemals 1), 6–9 und 16 eingestellt werden können. Als Nächstes war eine neue U-Bahn-Strecke von Jungfernstieg über den Großneumarkt, St. Pauli und Bf. Altona nach Ottensen vorgesehen, die die Straßenbahnlinien 6 und 7 zwischen Rathausmarkt und Altona ersetzen sollte. Ein Ersatz von Straßenbahnlinien in der inneren Stadt durch Omnibuslinien war wegen des dann größeren Platzbedarfs ebenso wenig vorgesehen wie die Umstellung aller Straßenbahnlinien in den äußeren Stadtteilen.
1958 beschloss der Senat, das U-Bahn-Netz zu erweitern und gleichzeitig den Straßenbahnbetrieb schrittweise einzustellen. Bereits 1954 erschien in den Stuttgarter Nachrichten eine Meldung, dass die Stadt Hamburg plane, die Straßenbahn innerhalb von zwanzig Jahren einzustellen.
Die Planungen für eine Einstellung der Straßenbahn und die Schaffung von Voraussetzungen, diese gegenüber der Hamburger Bevölkerung durchzusetzen, begannen jedoch lange vorher. In den Nachkriegsjahren hatte die Straßenbahn gegenüber Omnibusverkehren absolute Priorität. Städtische Busverkehre im Innenstadtbereich wurden nicht wieder eingeführt. Buslinien hatten nahezu ausschließlich eine Zubringerfunktion zur U-, S- und Straßenbahn. Um dies zu ändern, wurde ab Mitte der 1950er Jahre ein Schnellbusnetz geplant. Die erste Schnellbuslinie wurde 1956 eingeführt, in den Folgejahren entstand zügig ein zuschlagpflichtiges Busnetz mit Durchmesserlinien und einem großen Halbring. Da die Straßenbahn durch Schnellbahnen ersetzt werden sollte, die gebrochene Bedienungen erforderten, sollten mit Schnellbussen alternativ umsteigefreie Verbindungen angeboten werden (die im bisherigen Straßenbahnbetrieb gegeben waren). Die Schnellbusse dienten schließlich auch als Argument dafür, dass Busse komfortabler als die Straßenbahn seien. Allerdings entsprachen die Ende der 1940er Jahre von Falkenried konstruierten Straßenbahnfahrzeuge technisch schon nicht dem damaligen Stand; man wollte Entwicklungskosten für ein nicht mehr als modern geltendes Verkehrsmittel sparen. Schnellbusse sollten keine Straßenbahn direkt ersetzen, jedoch folgte etwa der nach 1955 umbenannten Linie 31 Richtung Billstedt 1958 eine Schnellbuslinie 31 auf ähnlichem Linienweg. 1957 wurden die letzten neuen Straßenbahnwagen in Betrieb genommen (V7).
Schon nach dem Zweiten Weltkrieg wurden die Linien 10, 20, 21, 24, 25, 26, 29, 32, 36, 37, 39 und 40 nicht mehr betrieben. Am 10. Mai 1959 wurden die Linien 13 und 17 aufgegeben. Ab Oktober 1960 (Einstellung der Wandsbeker Linien 3 und 16 wegen des U-Bahn-Baus) wurde fast jedes Jahr ein Teilstück stillgelegt. Bereits vorher eingestellt oder umbenannt wurden die Linien 22 (→ 2), 23, 27 (→ 8), 28, 30 (→ 17), 31 (→ 1), 33 (→ 13), 34 (→ 42), 35 (→ 14), 38, 42 und 44.
In der Nacht vom 30. September zum 1. Oktober 1978 fuhren die letzten fahrplanmäßig eingesetzten Wagen der Straßenbahnlinie 2 in den Betriebshof Lokstedt. Am 1. Oktober fuhren letztmals die noch betriebsbereiten Wagen zwischen Rathausmarkt und Schnelsen, damit die Fahrgäste Abschied nehmen konnten; seit dem 2. Oktober 1978 ist Hamburg straßenbahnlos. Die Gleise und die Oberleitung wurden sofort entfernt, um auf dieser Trasse in Mittellage der Straßen Edmund-Siemers-Allee, Grindelberg, Grindelhof, Hoheluftchaussee und Lokstedter Steindamm Busspuren einzurichten.
Das letzte HVV-Fahrplanbuch mit Straßenbahn war die Ausgabe zum Sommerfahrplan vom Mai 1978.
| Das verbliebene Liniennetz in den 1960er/70er Jahren und der Netzabbau | Das verbliebene Liniennetz in den 1960er/70er Jahren und der Netzabbau |
| ---------------------------------------------------------------------- | --- |
| 1                                                                      | bis 28. September 1968: Schenefeld, Lornsenstr. – Lurup – Bahrenfeld – Bf. Altona – Landungsbrücken – Rathausmarkt – Hauptbahnhof – Burgstraße – Billstedt bis 2. Juni 1973: Schenefeld – Lurup – Bahrenfeld – Bf. Altona – Landungsbrücken – Rathausmarkt – Hauptbahnhof – Hofweg – Winterhude, Goldbekplatz bis 28. Sept. 1974: Rathausmarkt – Hbf – Mundsburger Brücke – Goldbekplatz, dann bis 21. Mai 1977 verlängert: Rathausmarkt – Goldbekplatz – Lattenkamp |
| 2                                                                      | bis 30. September 1978 als letzte Hamburger Straßenbahnlinie: Schnelsen – Niendorf Markt – Lokstedt – Grindelberg – Dammtor – Rathausmarkt (zusätzlich – Hbf/ZOB bis 27. Mai 1978). Die Linie führte vorher bis zum 1. Januar 1967 weiter über Hbf nach Burgstraße – Horner Rennbahn und vom 22. Mai 1971 bis zum 6. März 1976 weiter über Hbf – Veddel – Wilhelmsburg, Mengestraße als Ersatz für Linie 12 |
| 3                                                                      | bis 2. Juni 1973: Langenfelde – Osterstraße – Dammtor – Rathausmarkt – Hbf – Mundsburger Brücke – Winterhude, Lattenkamp, bis zum 28. September 1974, dann nur noch: Rathausmarkt – Hbf – Mundsburger Brücke – Winterhude, Lattenkamp (dorthin danach Linie 1) |
| 4                                                                      | (eigentlich keine „eigene“ Linie, sondern nur Verstärker der Linie 2) bis zum 27. Mai 1972: Niendorf Markt – Lokstedt – Dammtor – Rathausmarkt (zusätzlich bis zum 1. Januar 1967: – Hbf – Burgstraße – Horner Rennbahn) |
| 5                                                                      | wieder neu ab 2. Januar 1967 bis zum 25. September 1971: Burgstraße – Sievekingsallee – Horner Rennbahn (danach als verlängerte Linie 15) |
| 6                                                                      | bis zum 29. Mai 1965: St. Pauli, Hamburger Berg – Großneumarkt – Rathausmarkt – Hbf – Mundsburg – Barmbek – Ohlsdorf |
| 7                                                                      | bis zum 30. Mai 1970: Othmarschen, Hochrad – Bf Altona – Palmaille – Rödingsmarkt – Rathausmarkt – Hbf (außerdem bis zum 27. Mai 1967 – Burgstraße – Billstedt) |
| 8                                                                      | bis zum 18. August 1962: Altona, Neues Rathaus – (Max-Brauer-)Allee – Schlump – Alsterchaussee |
| 9                                                                      | 29. Mai 1965 Einstellung: Hbf – Mundsburg – Barmbek – Bramfeld; bis zum 25. Mai 1974: Flughafen – Winterhude – Mittelweg – Dammtor – Rathausmarkt – Hbf |
| 11                                                                     | 27. Oktober 1963 geänderter Linienweg über Mönckebergstr., Einstellung der Strecke Lombardsbrücke – Glockengießerwall. Bis zum 30. Mai 1970: Schenefeld – Lurup – Bahrenfeld Trabrennbahn – Holstenstr. – Feldstr. – Rathausmarkt – Hbf – Veddel – Wilhelmsburg – Harburg – Wilstorf – Rönneburg; ab 31. Mai 1970 nur: Lurup – Hbf/ZOB und ab 3. Juni 1973 bis zum 28. Juni 1975 weiter verkürzt nur noch: Bahrenfeld Trabrennbahn – Hbf/ZOB |
| 12                                                                     | ab 31. Mai 1970 bis zum 22. Mai 1971: Rathausmarkt – Hbf – Amsinckstr. – Veddel – Wilhelmsburg – Harburg – Wilstorf – Rönneburg |
| 14                                                                     | 29. Oktober 1961 Einstellung: Veddel – Freihafen. Bis zum 23. September 1967: Millerntor – Neuer Pferdemarkt – Schulterblatt – Gärtnerstr. – Eppendorf – Winterhude – Mühlenkamp – Mundsburg – Landwehr – Berliner Tor – Veddel; ab 24. September 1967: Bf. Altona – (Max-Brauer-)Allee – Schulterblatt – Gärtnerstr. – wie bisher bis Veddel; ab 27. September 1970 verkürzt: Lattenkamp – Winterhude – Veddel, ab 25. Juli 1976 bis 22. Mai 1977 aufgeteilt in zwei Teillinien: a) Lattenkamp – Winterhude – Mundsburg – Landwehr – Berliner Tor – Veddel b) Grindelberg – Hoheluftbrücke – UKE – Eppendorf – Winterhude – Mundsburg – Landwehr – Burgstr. abends nach 20 Uhr und sonntags bis 12 Uhr: Lattenkamp – Burgstr. |

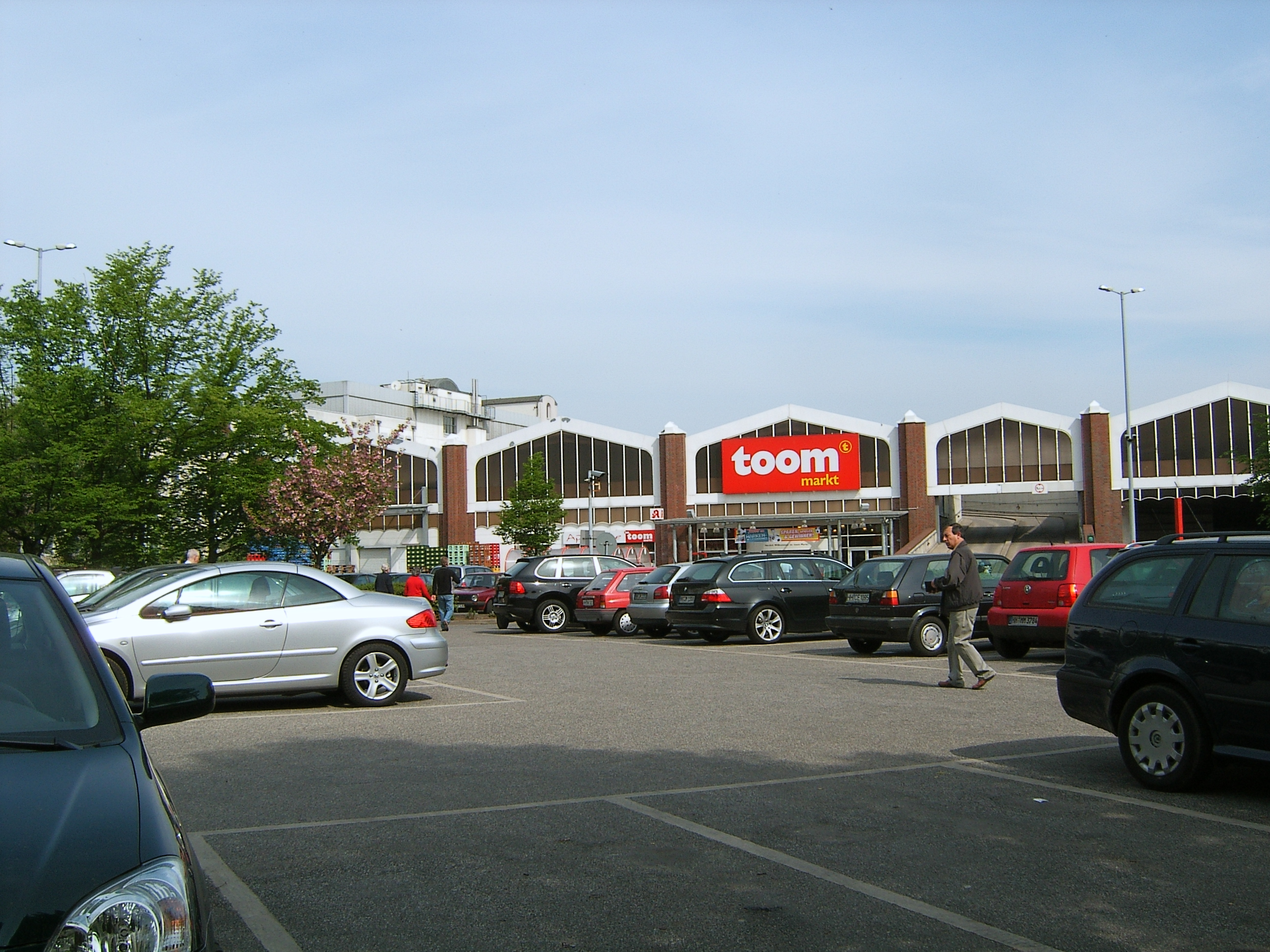
Mehrere Betriebshöfe wurden zu Bau- und Lebensmittelmärkten umgebaut, wie „Schützenhof“ (T) an der Max-Brauer-Allee in Altona

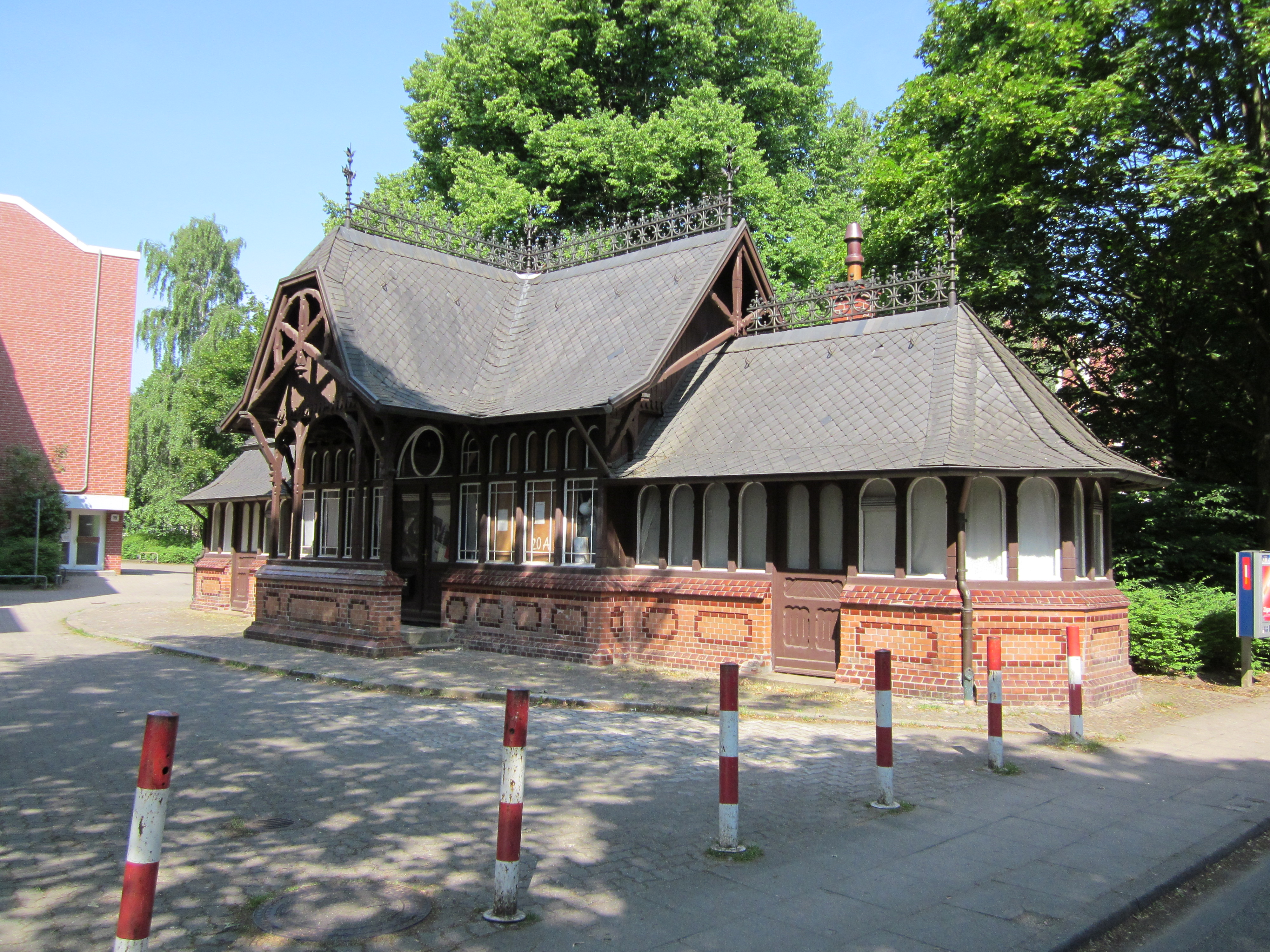
Die Endhaltestelle Ohlsdorf dient als Kunst-Atelier

| 15                                                                     | bis zum 1. Januar 1967: Neues Rathaus Altona – (Max-Brauer-)Allee – Schulterblatt – Gärtnerstr. – Eppendorf – Winterhude – Mühlenkamp – Landwehr – Burgstr. – Hamm, Diagonalstr; ab 2. Januar 1967 verkürzt bis Burgstr.; ab 27. Sept. 1970: Grindelberg – Hoheluftchaussee – Eppendorf – wie bisher bis Burgstr.; ab 26. Sept. 1971 bis 6. März 1976 verlängert Burgstr. – Horner Rennbahn (dort statt Linie 5) |
| 16                                                                     | bis zum 27. April 1963: Hagenbecks Tierpark – Osterstr. – Dammtor – Rathausmarkt – Hbf – Mundsburg – Dehnhaide – Farmsen Trabrennbahn, ab 28. April 1963: Hagenbecks Tierpark – Hauptbahnhof – Hofweg – Winterhude – Lattenkamp. Schon am 27. Oktober 1963 wurde die Linie verkürzt: Lutterothstr. – Osterstr. – Lattenkamp. Am 1. Januar 1967 wurde Linie 16 eingestellt, die Strecke zum Lattenkamp übernahm Linie 3. |
| 18                                                                     | bis zum 21. Mai 1966: Groß Borstel – Eppendorfer Landstr. – Klosterstern – Rothenbaumchaussee – Dammtor – Rathausmarkt – Hbf/ZOB; ab 22. Mai 1966 nur noch: Eppendorfer Markt – Hbf/ZOB und ab 28. September 1968 bis zum 31. Mai 1969 nur noch: Eppendorfer Markt – Rathausmarkt |
| 19                                                                     | bis zum 26. September 1970: (Landwehr –) Berliner Tor – Billbrook |

#### Die Zeit danach

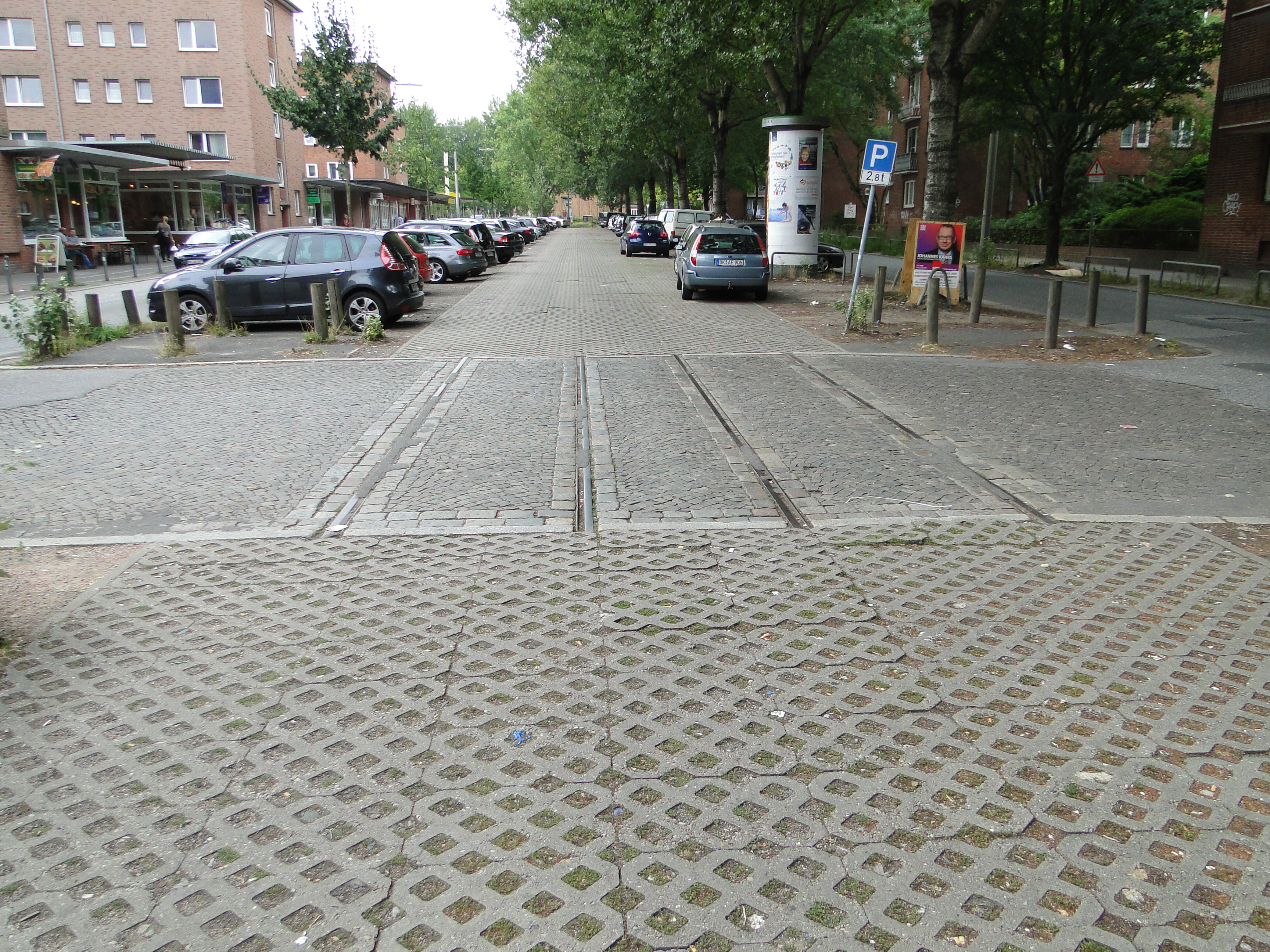
Gleisreste an der Straßenbahn-Haltestelle an der Straßburger Straße

Der letzte Betriebshof der Straßenbahn an der Alten Kollaustraße in Lokstedt wurde zum Baumarkt. Der größte ehemalige Betriebshof am Krohnskamp in Winterhude ist heute ein Supermarkt. Die Endhaltestelle Ohlsdorf an der Straße Im Grünen Grunde wird heute als privates Kunstatelier genutzt.
Von den bis zuletzt eingesetzten Fahrzeugen vom Typ „V6“ ist heute noch je ein Fahrzeug in San Francisco, am Schönberger Strand (nordöstlich von Kiel) und im Straßenbahnmuseum Skjoldnæesholm in Dänemark sowie ein weiteres am ehemaligen Betriebshof an der Alten Kollaustraße vorhanden, dieses wurde bei einem Umbau 2012/13 vom U-Bahn-Betriebsbahnhof Barmbek (Bba) der Hamburger Hochbahn umgesetzt.
Ein Fahrzeug des Typs „V7E“ ist im ehemaligen Betriebshof am Krohnskamp – jetzt Parkbereich eines Supermarktes – erhalten und zugänglich.
Die Gleise der Straßenbahn wurden „ausgebaut“. Dafür wurden Mittel des Bundes aus dem Förderprogramm zum Ausbau des öffentlichen Personennahverkehrs genutzt.

#### Relikte der Straßenbahn

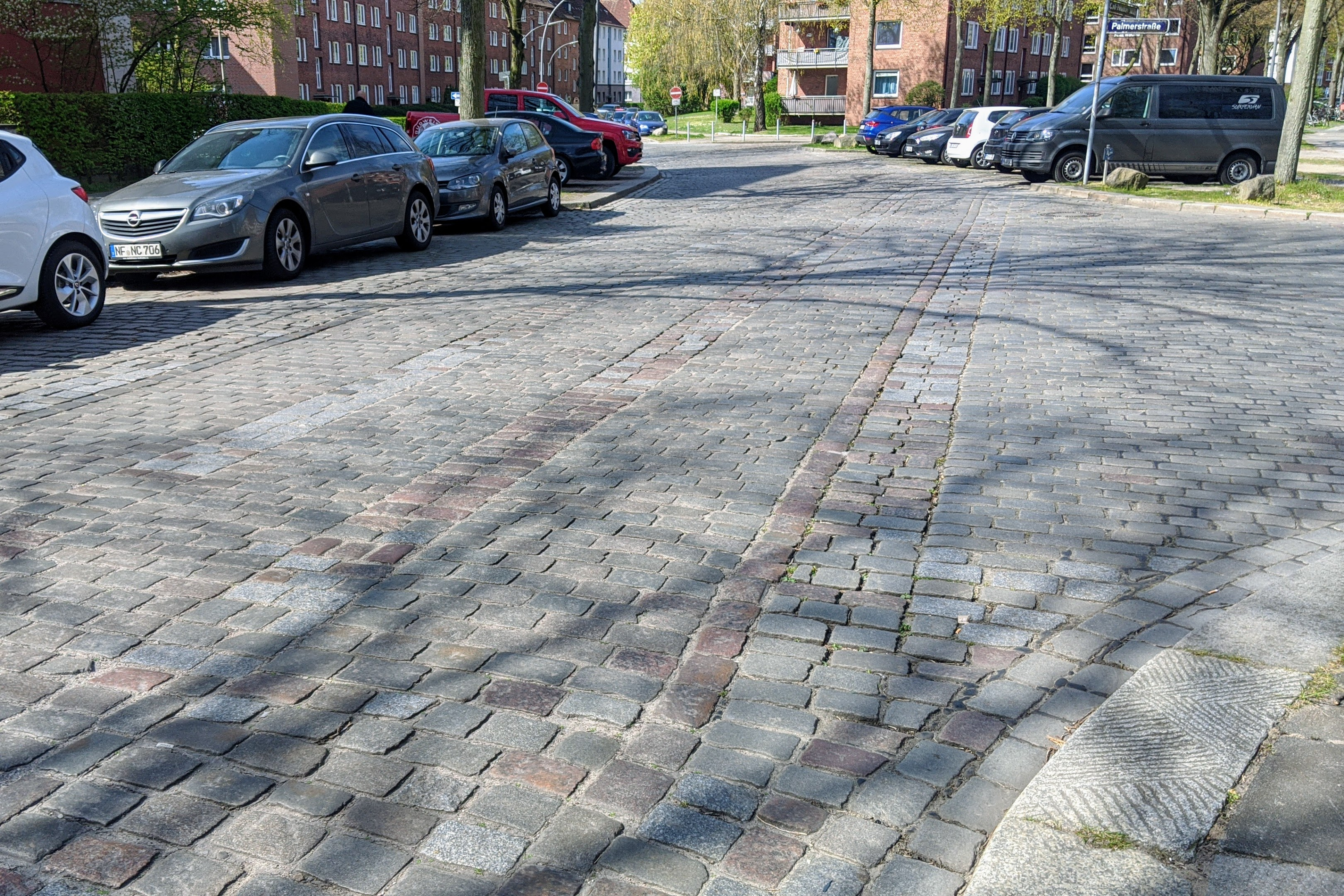
Gleisspuren im Straßenpflaster, Carl-Petersen-Straße in Hamburg-Hamm

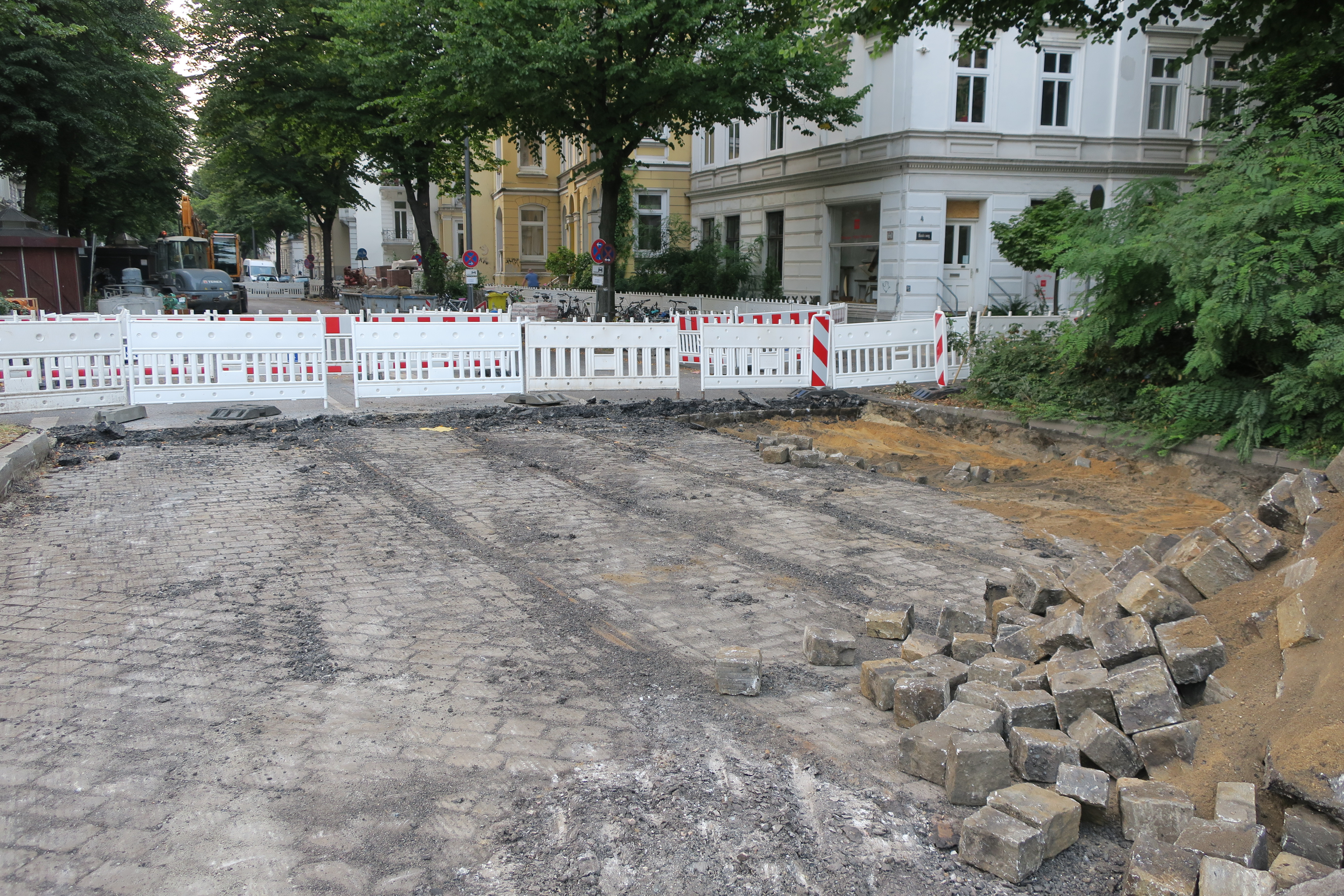
Überreste der Hamburger Straßenbahn an der Bundesstraße

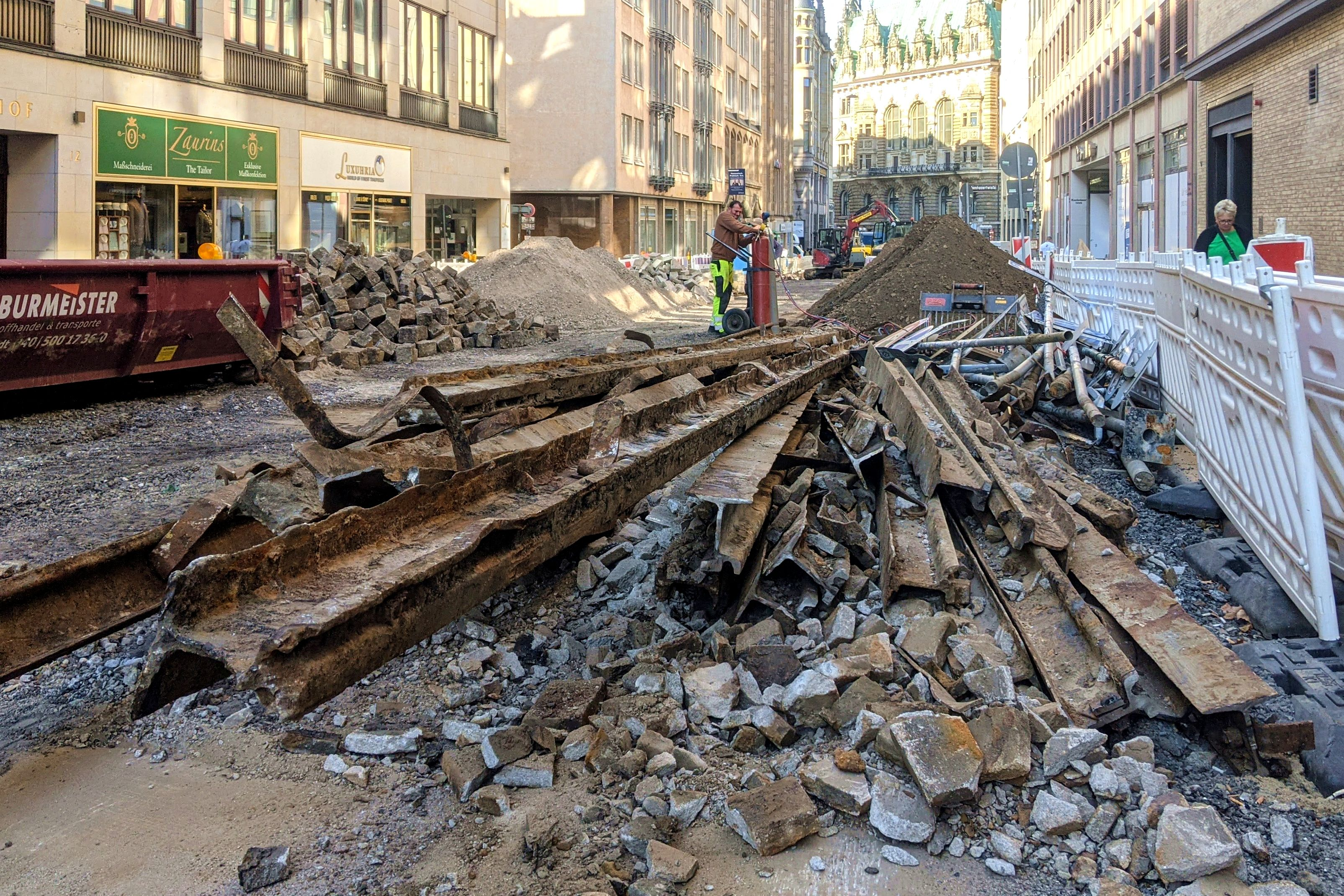
Abgebaute Straßenbahngleise in der Rathausstraße, Blickrichtung Rathaus (September 2023)

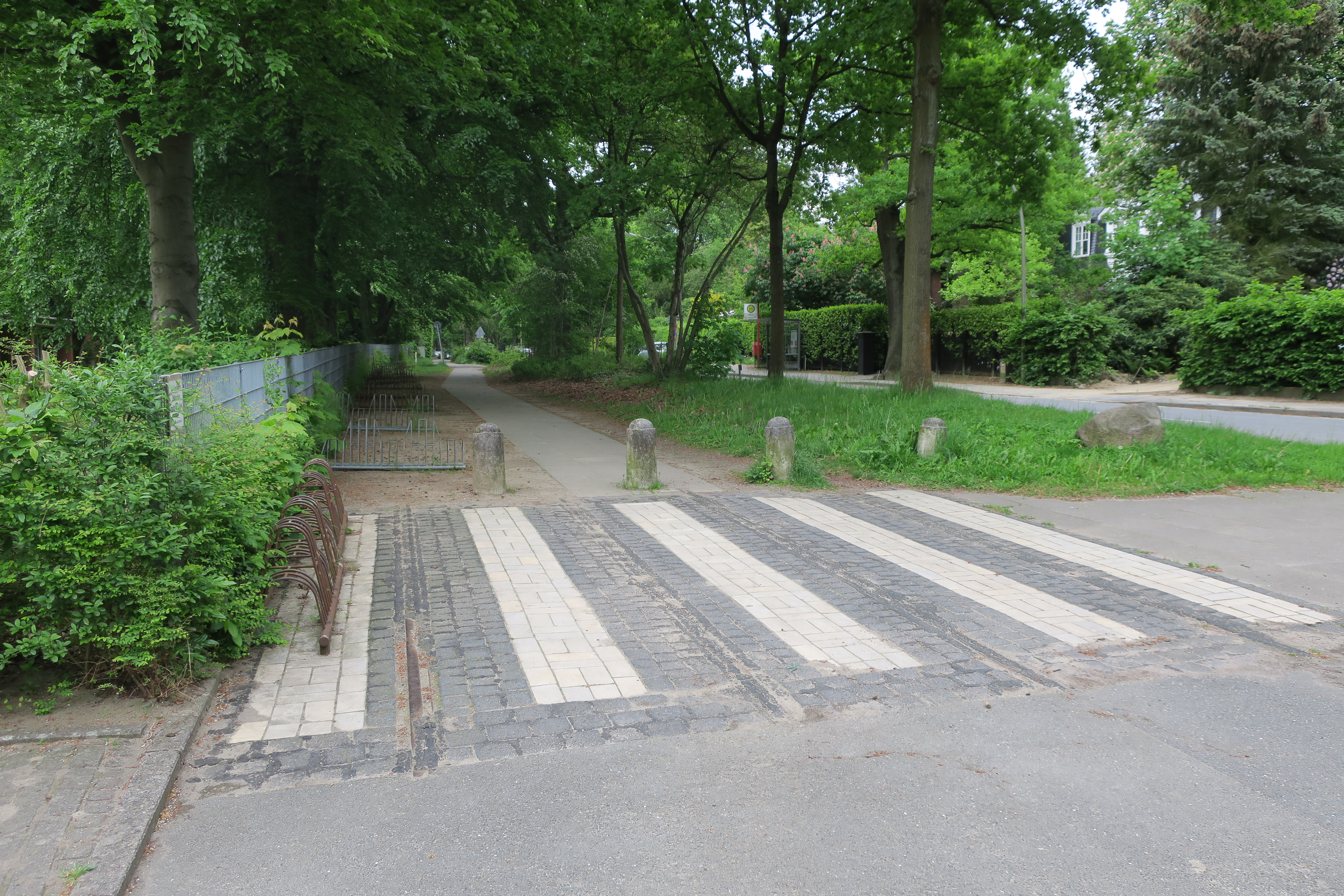
Überreste der Hamburger Straßenbahn vor dem Gymnasium Hochrad

Offene Gleisreste der Straßenbahn sind seit den 2000er Jahren fast vollständig aus dem Hamburger Straßenbild verschwunden. An sehr wenigen Stellen liegen noch wenige Meter Gleis, dort wo ein Abbau bislang aus unterschiedlichen Gründen nicht wirtschaftlich erschien, z. B. am Fußgängerüberweg vor dem Gymnasium Hochrad oder in der Straßburger Straße. Ehemalige Gleisläufe sind noch in einigen – vor allem mit Steinen gepflasterten – Straßen nachvollziehbar, da das verfüllende Pflaster die Gleisspur erkennbar nachzeichnet, beispielsweise „Bei der Reitbahn“ in Ottensen. Im Innenstadtbereich, in Eppendorf, Altona und anderen Stadtteilen gibt es noch etwa 600 Oberleitungsrosetten an alten Gebäuden. Außerhalb des Innenstadtbereichs stehen an vielen Straßenläufen noch die charakteristischen Oberleitungsmasten, an denen noch die Straßenbeleuchtung angebracht ist. Ein weniger offensichtliches Relikt sind dedizierte Busspuren, die vor allem an Kreuzungen den großen Kurvenradien der vormaligen Gleisverläufe folgen.
Nach der Stilllegung einzelner Linien wurden die im Straßenpflaster eingebetteten Straßenbahngleise in der Regel aus Kostengründen lediglich mit einer neuen Fahrbahndecke überbaut. Erst seit der Jahrtausendwende werden bei Straßensanierungen die Schienen mitsamt den umgebenden Pflastersteinen entfernt. Überbaute und vergessene Straßenbahnschienen führen bei Sanierungsarbeiten gelegentlich zu Verzögerungen.

#### Planungen für eine Renaissance der Straßenbahn
Ein 1989 entworfenes Stadtbahn-Netz mit zwei Linien und damit vier aus der Stadtmitte herauskommenden Schienensträngen wurde im Jahr 2001 bis kurz vor Eröffnung des Planfeststellungsverfahrens verfolgt, ist jedoch insbesondere von der Schill-Partei und der CDU heftig bekämpft worden. Als Sieger der damaligen Bürgerschaftswahlen stoppten sie die Planungen und verwendeten stattdessen das bereits eingeplante Geld für die Erstellung einer Linie U4 in die HafenCity. Diese kostete, im Dezember 2012 fertiggestellt, mit nur zwei neuen Stationen (Überseequartier und HafenCity-Universität) 323,6 Millionen Euro. Die Erstellung der zwei Stadtbahnlinien mit insgesamt 49 Haltestellen und einem Betriebshof bei der City Nord hätte nach Berechnungen der Baubehörde 485 Millionen Euro gekostet.
Seit 2007 gibt es wiederum eine Bürgerinitiative, die sich für die Erstellung eines ebenerdigen Bahnnetzes in Hamburg einsetzt, das nicht wie S- und U-Bahn neben den Schienen liegende Stromschienen benötigt und somit auf unterirdische oder mit Zäunen abgetrennte Schienenstränge verzichten kann.
Mit dem Koalitionsvertrag vom 17. April 2008 zwischen der CDU und der GAL zur Bildung des Senates wurde eine Absichtserklärung zum Bau einer Stadtbahn Hamburg bestätigt. Am 8. Januar 2009 entschied die Behörde für Stadtentwicklung und Umwelt, dass die erste neue Straßenbahnlinie die Stadtteile Bramfeld und Altona verbinden sollte. Als erste Teilstrecke sollte vom Bramfelder Dorfplatz über Steilshoop, den neu zu errichtenden Betriebshof nordwestlich der S-Bahn-Station Rübenkamp über die City Nord zur U-Bahn-Station Kellinghusenstraße nach Eppendorf gebaut werden. Die Hochbahn als zuständiges Unternehmen für Planung, Bau und Betrieb rechnete damit, bis Mitte 2010 die Entwurfsplanung abzuschließen und bei optimalem Verlauf des folgenden Planfeststellungsverfahrens Anfang 2012 mit dem Bau beginnen zu können. 2014 sollte der erste Streckenabschnitt in Betrieb genommen werden. Diese erste, etwa 15 Kilometer lange Strecke sollte der erste Teil eines rund 50 Kilometer langen Stadtbahnnetzes sein.
Im Mai 2011 beschloss der Aufsichtsrat der Hochbahn jedoch in einer Sondersitzung die Einstellung des Planfeststellungsverfahrens.

### Walddörfer-Straßenbahn
Ab etwa Beginn der 1950er Jahre bis zur Einstellung ihres Betriebes 1961 war der Restbetrieb der Kleinbahn Rahlstedt-Wohldorf im Fahrplanheft der Hamburger Hochbahn als Anschlussfahrt zur U-Bahn ab Ohlstedt nach Wohldorf als Walddörfer-Straßenbahn ohne Liniennummer ausgewiesen.

### Cuxhaven
In der Zeit des Betriebes der Straßenbahn in Cuxhaven vom 6. Juli 1914 bis zum 2. August 1914 war Cuxhaven hamburgisches Gebiet.

## Betreiber

### Pferde-Eisenbahn-Gesellschaft (PEG)

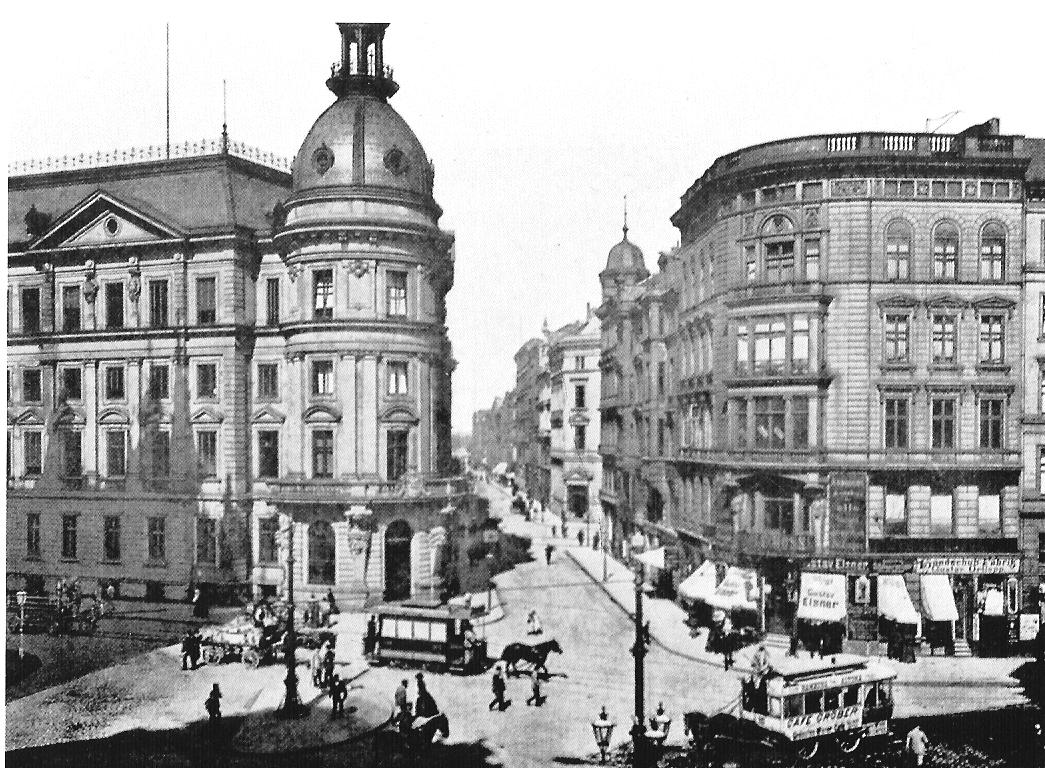
Bildmitte: Pferdebahn der SEGH auf der Stadthausbrücke

Die Pferde-Eisenbahn-Gesellschaft nahm 1866 als erste Pferdebahngesellschaft ihren Betrieb auf. Ihre Linien und die der anderen Pferdebahngesellschaften ersetzten die ab 1839 eingeführten Pferdeomnibusse, die in Konkurrenz zur Pferdebahn nicht rentabel zu betreiben waren. Gleichzeitig wurde auf dem Gelände des früheren Herrensitzes Wendemuth ein Betriebshof mit Stallungen für 145 Pferde errichtet, der heute als Betriebshof für Busse des HVV genutzt wird. Ihre Linie nach Wandsbek stellte die PEG 1878 auf Dampfbetrieb um. Schon 1881 ging die Gesellschaft in der Straßen Eisenbahn Gesellschaft auf.

### Hamburg-Altonaer Pferdebahn-Gesellschaft (HAPf) / Hamburg-Altonaer Zentralbahn
1878 gegründet, betrieb die Gesellschaft eine Linie von Hamburg über St. Pauli nach Altona in zwei Zweiglinien über Königstr. und Gr. Bergstr.

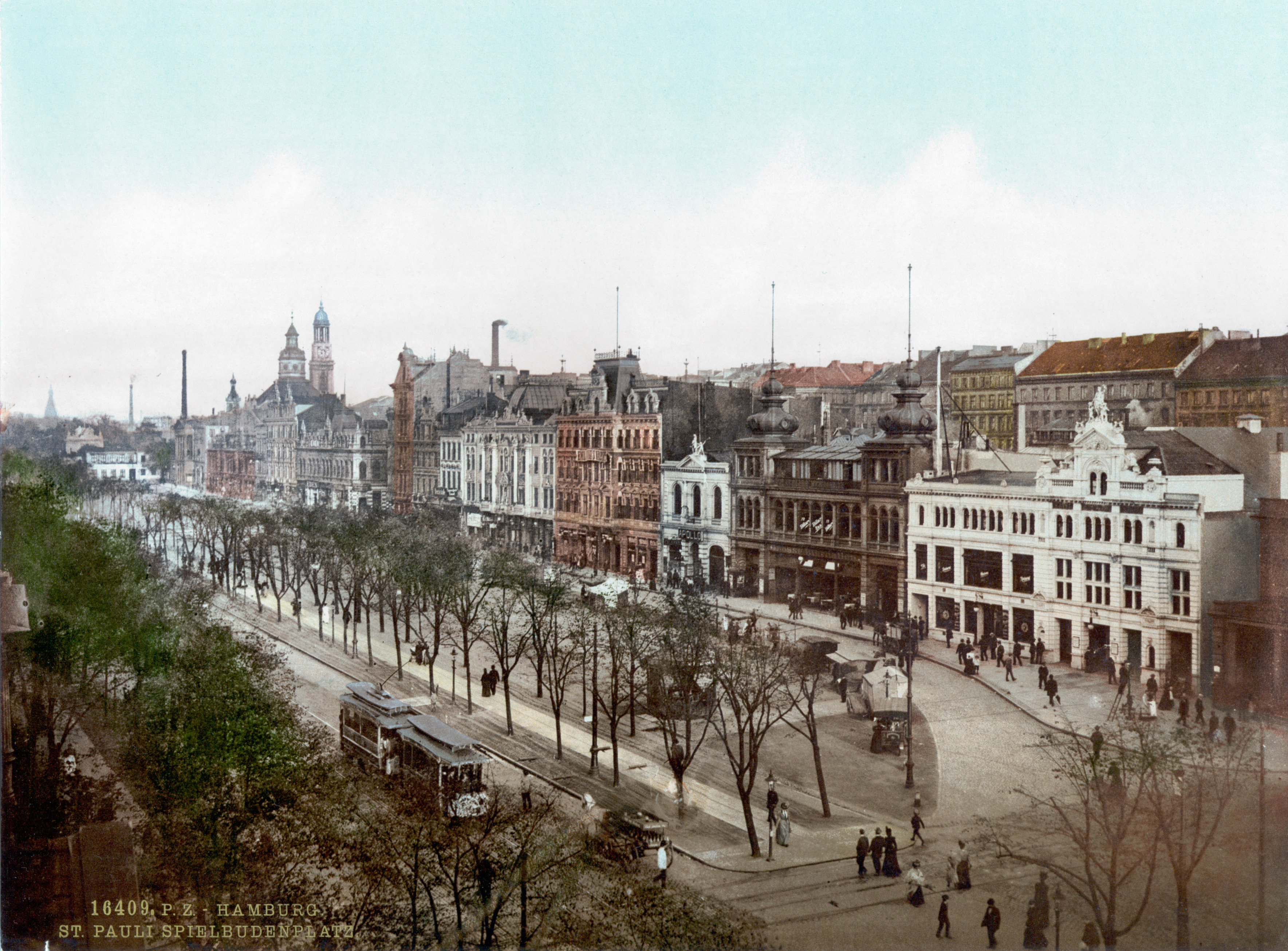
Spielbudenplatz
Zug der HAC

Mit der Elektrifizierung und Streckenerweiterungen 1896 wurde sie in Hamburg-Altonaer Centralbahn (später „Zentralbahn“) umbenannt. Bis zum 31. Dezember 1922 betrieb diese Gesellschaft die finanziell lukrative Verbindung Berliner Tor – Millerntor – Ottensen. Wegen ihrer gelb gestrichenen Wagen mit pagodenförmigem Dach hieß sie im Volksmund „Chinesenbahn“. Sie wurde 1923 von der HHA übernommen.

### Straßen-Eisenbahn-Gesellschaft (SEG oder SEGH)

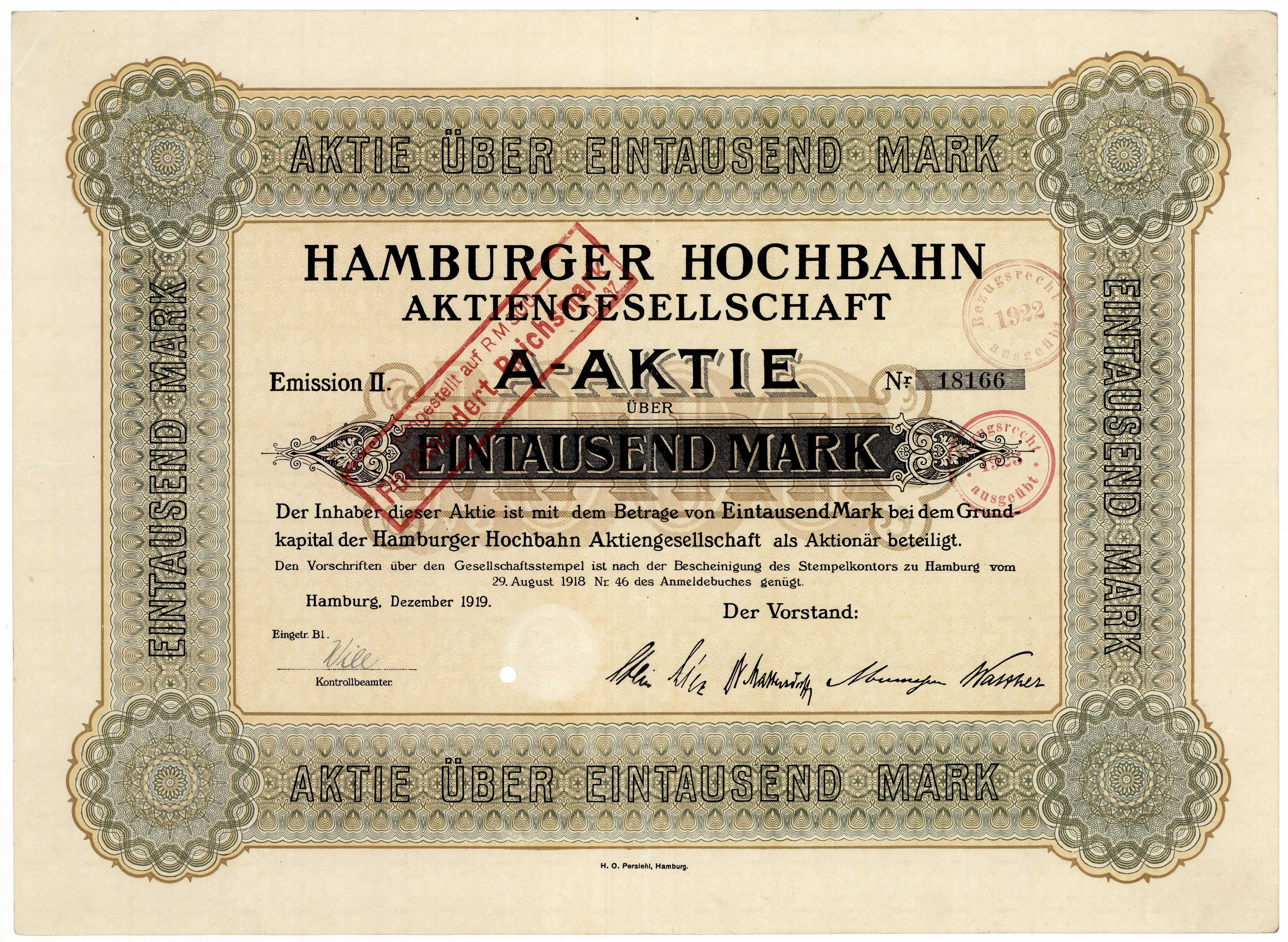
Mit dieser Aktienemission von 1919 finanzierte die Hamburger Hochbahn AG die Übernahme der SEGH

1880 wurde die Straßen-Eisenbahn-Gesellschaft in Hamburg gegründet. Die SEG war die erste Gesellschaft in Hamburg, die 1885 bei einer Linie (nach Barmbek) mit Akkumulatorenantrieb experimentierte. Ab dem 5. März 1894 begann die Elektrifizierung ihrer Linien. Die SEG übernahm bis 1900 einige kleinere Bahngesellschaften wie die GrHAS und die HAT (siehe nächste Absätze) und war bis zum Ende ihrer Betriebsführung 1919 die maßgebliche Straßenbahngesellschaft Hamburgs. Mit Vertrag vom 11. Juli 1918 – rückwirkend zum 1. Januar 1918 – wurde sie zwar von der HHA übernommen, betrieb ihre Linien aber noch bis zum 31. Dezember 1919.

### Hamburg-Altona North-Western-Tramway Co. / Hamburg-Altonaer Trambahn-Gesellschaft (HATG oder HAT)
1882 als „Hamburg-Altona North-Western-Tramway Co.“ (HANWTC) gegründet, betrieb diese Gesellschaft Linien vom Rödingsmarkt ausgehend nach Altona und Eimsbüttel, ab 1898 auch nach Bahrenfeld. Finanziell umstrukturiert nannte sie sich ab 1892 Hamburg-Altonaer Trambahn-Gesellschaft. 1900 wurde sie von der SEG übernommen. Die 1900 so benannten Linien 15, 16, 27, 29 und 30 waren ehemalige HAT-Linien.

### Große Hamburg-Altonaer Straßenbahn (GrHAS)
Diese Gesellschaft betrieb von 1887 bis 1891 trotz ihres vielversprechenden Namens nur zwei Pferdebahnlinien von St. Georg bis St. Pauli und zur Klopstockstraße in Ottensen. Ihre kurzlebige Existenz endete mit der Übernahme durch die SEG.

### Elektrische Bahn Altona–Blankenese (EBAB)
Diese Straßenbahn nahm 1899 den Betrieb auf. Die Endstation der Gesellschaft lag an der Elbchaussee am Mühlenberg. Durch die Konkurrenz der Stadtbahn (heute S-Bahn) wurde eine später notwendige Gleiserneuerung unrentabel, die Linie wurde 1921 eingestellt. Vorausgegangen war die Zahlungsunfähigkeit der EBAB, sodass die Helios-Elektrizitätsgesellschaft, Hauptgesellschafter der EBAB, die Stromlieferung einstellte, was zur Einstellung des Betriebs führen musste.
Neun Triebwagen der EBAB wurden 1921 nach Hannover verkauft, sieben Triebwagen an die Gemeindestraßenbahn Utrecht in den Niederlanden. Dort liefen sie bis 1938.
Ab 1924 wurde ein Teil der Strecke bis zum Hochrad für die Straßenbahn der HHA reaktiviert.
Die EBAB wurde 1925 in Verkehrs-Aktien-Gesellschaft-Altona (VAGA) umbenannt. Nach der Anschaffung von „Automobil-Omnibussen“ wurde dann auf drei Linien der Betrieb aufgenommen und kontinuierlich erweitert. Durch den Zusammenschluss Hamburgs mit Altona fiel 1937 die Beförderungskonzession an die Hamburger Hochbahn AG.

### Hamburger Hochbahn Aktiengesellschaft (HHA)
Mit Wirkung ab 11. Juli 1918, rückwirkend zum 1. Januar 1918 wurde die im Besitz der Stadt befindliche Strassen-Eisenbahn-Gesellschaft in die HHA eingebracht.
Am 31. Dezember 1922 lief die Konzession der Hamburg-Altonaer Centralbahn-Gesellschaft ab und deren Fahrzeuge, Gleismaterial und Grundstücke wurden an die Hamburger Hochbahn AG (HHA) verkauft, die die Strecken weiterbetrieb. Seitdem war die HHA auch Betreiber des gesamten Straßenbahnnetzes in Hamburg und Vororten.

## Politik
Zunächst waren es die Grundbesitzer, die durch eine gute Verkehrsanbindung gute Erlöse erwarten konnten und die deshalb für die Finanzierung der Anlagen sorgten. Auch Gemeinden wie beispielsweise Lokstedt beteiligten sich finanziell am Bahnbau, um eine gute Verbindung nach Hamburg zu haben.
Nachdem die ersten Elektrizitätswerke in Betrieb gegangen waren, hatten ihre Betreiber Interesse an einem raschen Ausbau des Leitungsnetzes. Industriebetriebe wurden an die Gleichstromleitungen der Straßenbahn angeschlossen. Der Kampf der Elektrizitätsunternehmen um das bessere System wurde letztlich zugunsten des Wechselstroms entschieden. Als nach dem Ersten Weltkrieg überall Wechselstromleitungen verlegt waren, verlor die Elektrizitätswirtschaft ihr Interesse am Ausbau von Straßenbahnen.
In den 1930er Jahren begann die Automobil- und Mineralölindustrie, die Straßenbahn als Konkurrenten zu sehen. Die in den Straßen verlegten Gleise standen einer Verwendung von Asphalt als Straßenbelag entgegen.
In den 1950er Jahren wurden in Harburg Oberleitungsbuslinien eingerichtet. Die Planung vor dem Krieg sah dort Oberleitungsbusse statt Straßenbahnen vor.
Während die Straßenbahnstrecken 1954 nach Horner Rennbahn und Billstedt ein tägliches Platzangebot von 122.200 und die Linien nach Wandsbek nur 73.400 anboten, wurde dennoch die U-Bahn-Linie von Jungfernstieg über Meßberg nach Hauptbahnhof Richtung Wandsbek weitergebaut, weil man so nicht nur die Linien „3“, „5“ und „16“ auf der Wandsbeker Chaussee einstellen konnte, sondern auch die „6“, „8“ und „9“ auf der Hamburger Straße. Der Ostteil der U-Bahn-Ringlinie sollte durch die Wandsbeker U-Bahn so weit entlastet werden, dass er auch den Verkehr der Straßenbahnlinien nach Barmbek aufnehmen konnte. Erst danach kam es zum Bau der Billstedter U-Bahn-Strecke.
Der U-Bahn-Bau zum Wandsbeker Marktplatz (Stationsname: Wandsbek-Markt), Hagenbecks Tierpark und Billstedt in den 1960er Jahren war Voraussetzung zur Einstellung des Straßenbahnbetriebes. Wegen des geringen Fassungsvermögens seinerzeit eingesetzter Busse hätte ein 1:1-Ersatz mit diesen zu einer Verstopfung der Innenstadt geführt. So rechnete man für die Beförderung von 200 Personen mit der Straßenbahn mit 180 Quadratmetern Straßenfläche, bei Bussen aber mit 230 Quadratmetern. So schien nur der Bau von U-Bahn-Strecken der geeignete Weg zur Entlastung der Straßen. Der versprochene weitere Ausbau des U-Bahn-Netzes scheiterte aber an fehlenden Finanzmitteln.
Weitere U-Bahn-Strecken wurden daher zunächst nicht gebaut – geplant war z. B. eine Strecke von Hauptbahnhof Nord nach Uhlenhorst und Winterhude zur City Nord (U4 alt). Heute werden früher als U-Bahn geplante Strecken von Metrobus-Linien bedient. Die Busflotte wurde wegen des hohen Fahrgastaufkommens auf diesen Linien um weitere Gelenkbusse und sogar Doppelgelenkbusse ergänzt.
Die Entwicklung moderner Stadtbahnen – an der Oberfläche oder teilweise als U-Stadtbahn im Tunnel – hat dazu geführt, dass die Straßenbahn als Stadtbahn wieder in die Städte zurückkehrt, da sie wesentlich kostengünstiger als U-Bahn-Strecken zu bauen und zu betreiben sind; zudem sind an der Oberfläche bestehende Haltestellen viel schneller für Fahrgäste erreichbar als U-Bahn-Haltestellen. Die Fahrgäste können im Tunnel nicht das Stadtbild „erfahren“, sie fahren „blind“.
Da die Planung bei Bahnen nach Möglichkeit eine eigene Fahrspur vorsieht, kommt es oft aus Angst um den Verlust von Parkplätzen zu Bürgerprotesten.

## Fahrzeuge

### Zweiachser

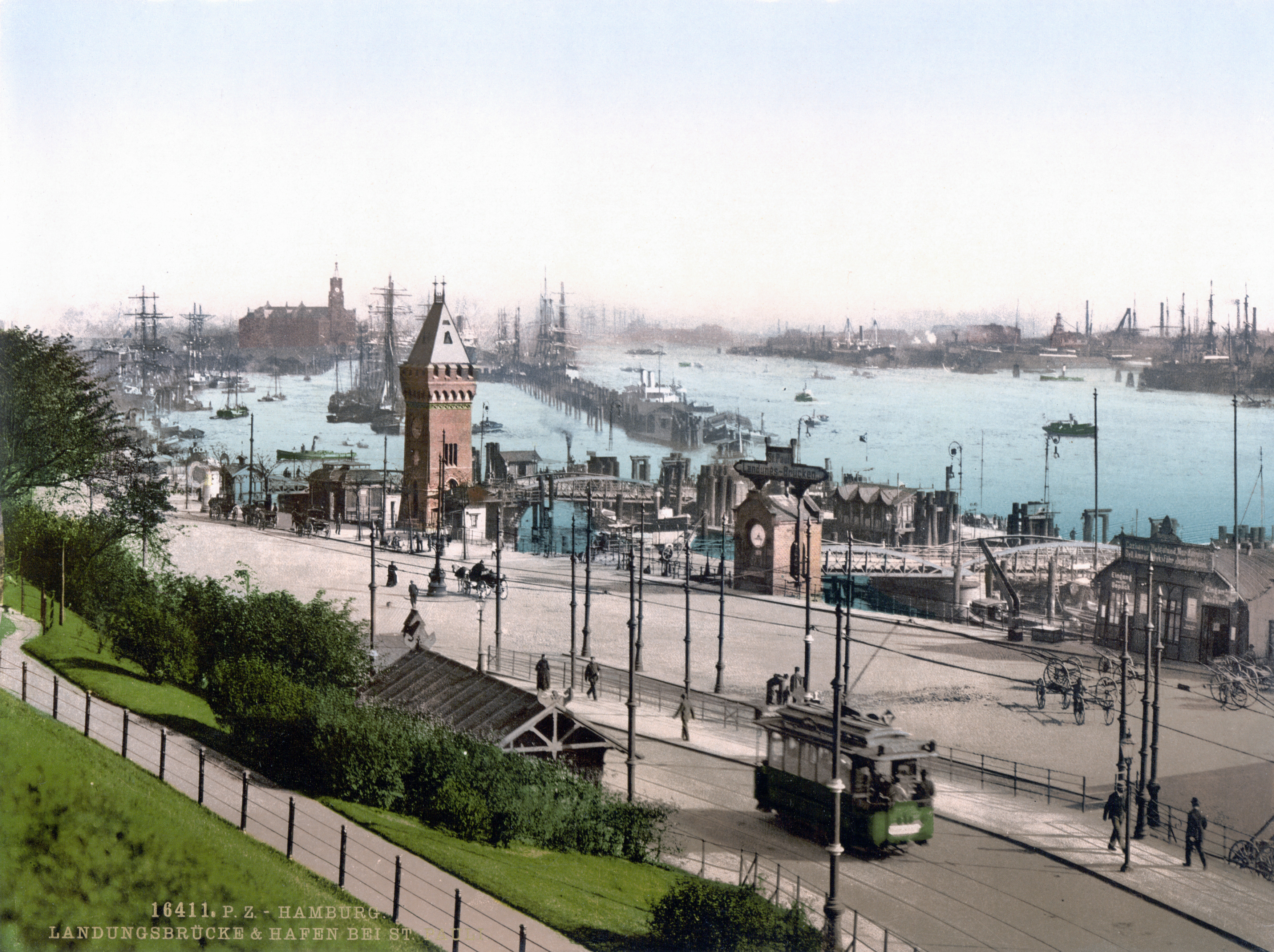
Zweiachser der SEGH am Hafenthor

Für die Hamburger Straßenbahngesellschaften wurden von 1894 bis 1926 insgesamt 842 zweiachsige elektrische Triebwagen gebaut.
Straßen Eisenbahn Gesellschaft (SEG), Typ Z1
(Bezeichnung ab den 1940er-Jahren)
Die ersten elektrischen Triebwagen in Hamburg baute die SEG selbst in ihrer Hauptwerkstatt Falkenried, an die noch heute die Straße Straßenbahnring erinnert: (1894 = 105 Wagen, 1895 = 169, 1896 = 84, 1897 = 29, insgesamt 387 Wagen). 1919 wurden davon noch 375 von der HHA übernommen. Die zweiachsigen Wagen waren ursprünglich über Puffer 8,09 m lang, 2,0 m breit, mit einem Radstand von 1,7 m.
Lieferant der Fahrgestelle war die Bergische Stahl-Industrie, daher die Typenbezeichnung B. Die Wagen hatten zunächst nur einen Motor, spätere Serien erhielten gleich zwei Motoren und bei den ersten Wagen wurde er nachgerüstet, besonders als ab 1901 zwei Beiwagen zulässig waren. Die Leistung je Motor stieg von 1894 mit 10,2 kW z. B. 1920 auf 37,0 kW.
Die Fahrgastzelle hatte fünf „Bogenfenster“, der Führerstand war offen. Der Fahrer musste den Fahrschalter stehend bedienen. Eine Verglasung der Plattform war bis in die Mitte der 1920er Jahre aus Sicherheitsgründen nicht gestattet.
Die in eigener Werkstatt Falkenried später hergestellten Untergestelle erhielten den Gattungsbuchstaben N, die Weiterentwicklungen dann N1 bis N6. 1902 kam eine Splittergattung von vier Quersitz-Wagen hinzu (mit 2,04 m statt 1,92 m lichter Wagenbreite innen), auch 1901 bis 1902 noch 32 dreifenstrige Wagen, 1904 und 1906 wieder insgesamt 125 wieder fünffenstrige Wagen. Bei der Serie von 1909 bis 1913 mit 70 Wagen ging man auf 1,85 m Radstand über und einer Länge über Puffer von 8,78 m. Der 1914 und 1915 gebaute Typ N3 mit 20 Stück hatte dann 9,06 m Länge über Puffer, eine Wetterschutzblende für den Fahrer und als erstes Modell eine elektrische Streckenlampe. Alle 251 Neubauten der Jahre 1901 bis 1915 wurden von der HHA übernommen.

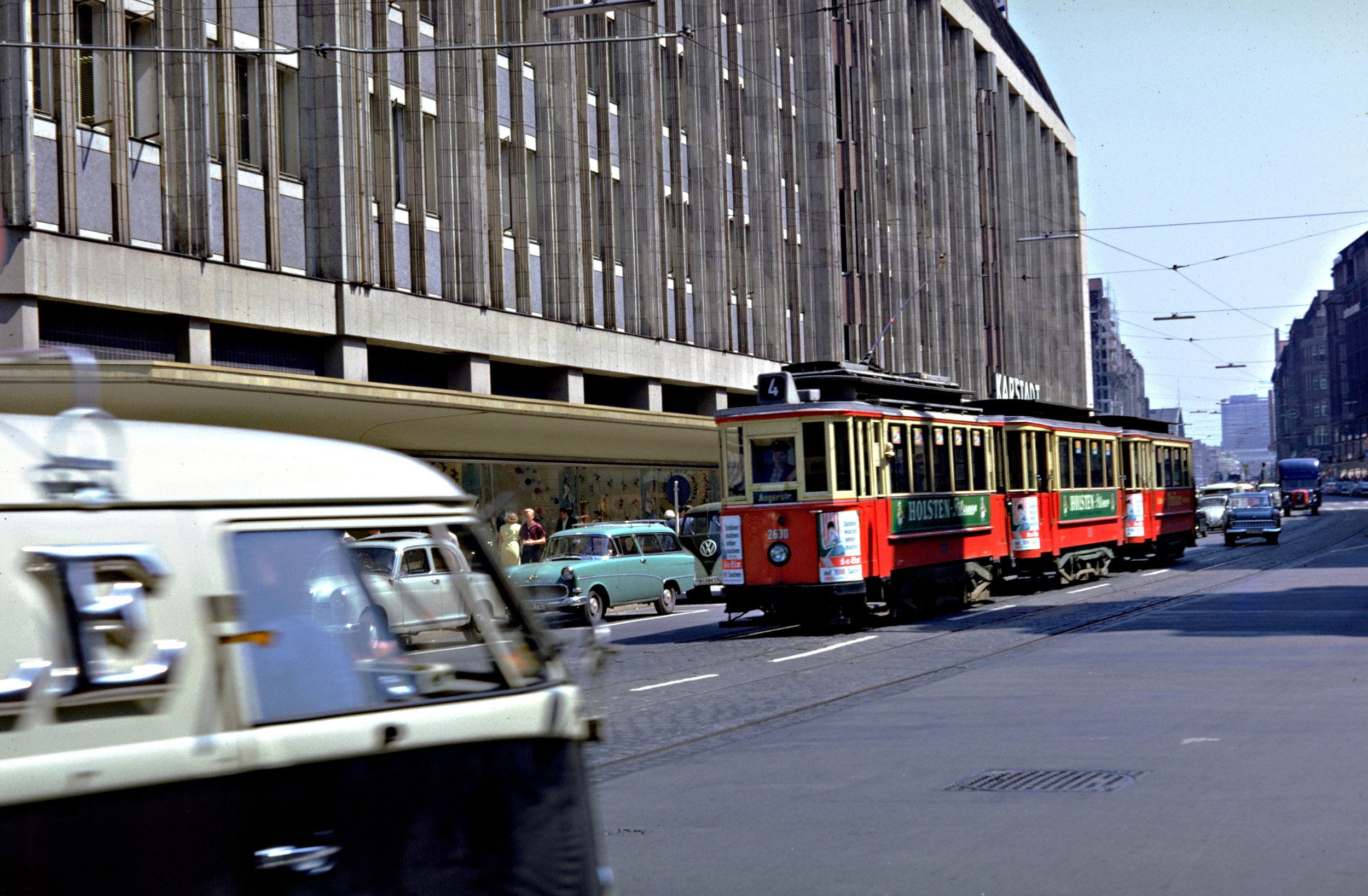
Z1u und Z2B

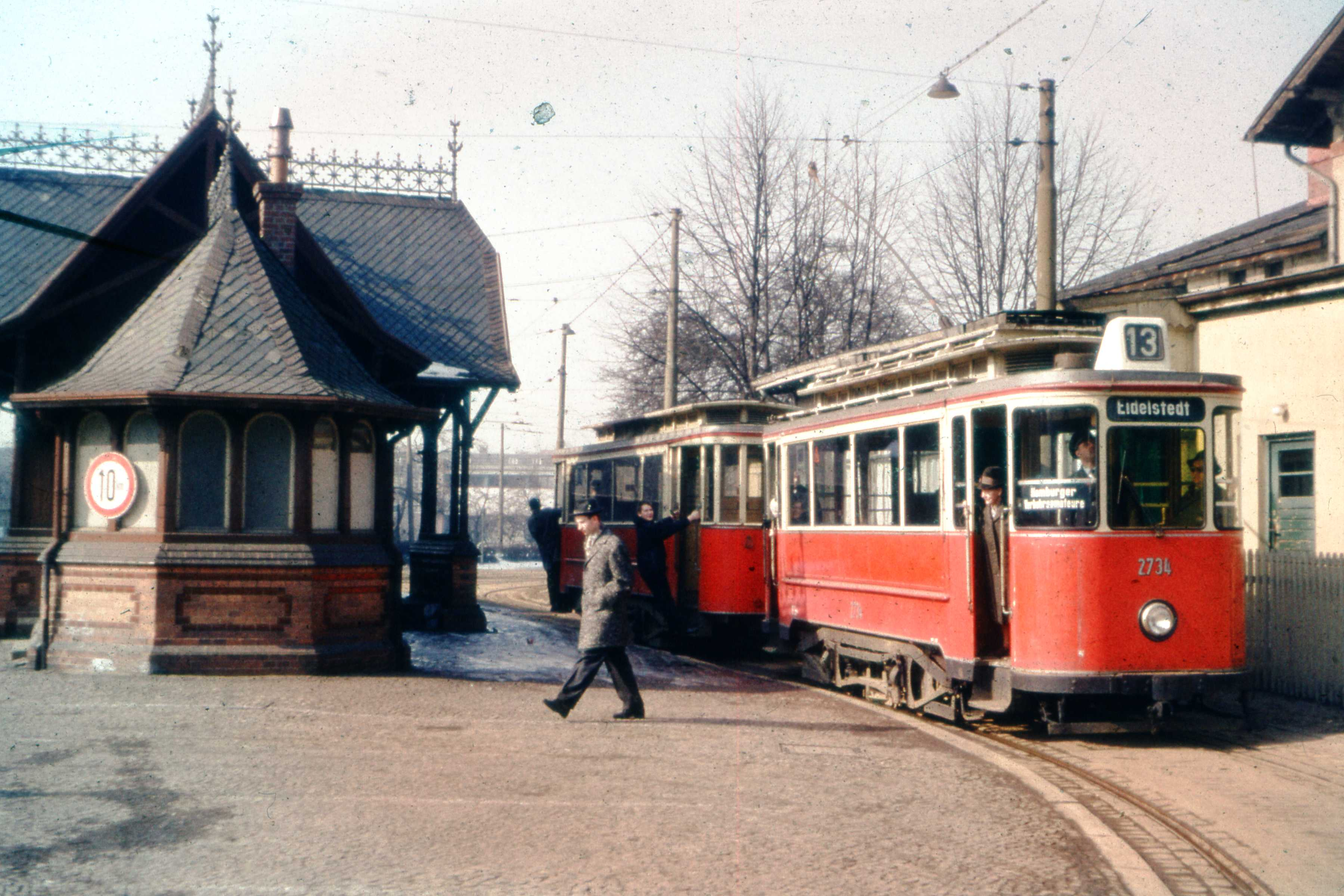
Z2u und Z2Bu an der Endhaltestelle Ohlsdorf, Museumsfahrzeuge des VVM

Hamburger Hochbahn Aktiengesellschaft (HHA), Typ Z2
Nach der Übernahme der 638 Triebwagen der SEG kam es durch die HHA zu Modernisierungen und Umbauten der Wagen. In den 1920er-Jahren erhielten die Wagen zum Teil neue Fahrgestelle mit 2,2 m Achsstand (Type N6, sonst Type N5 mit 2,0 m Achsabstand). Wagen-Bezeichnung ab den 1940er-Jahren war dann Z1 (2,0 m breit) oder Z2 (2,15 m breit).
1921 baute die HHA 25 neue Wagen nach Typ N4 mit Länge über Puffer 9,07 m, 2,20 m Radabstand und 2,15 m Breite. Dies war das spätere Vorbild für die Umbauten nach Typ N6. 1926 kamen als letzte neue Zweiachser noch eine Serie von 50 Fahrzeugen (N6) in Betrieb.
415 Zweiachs-Triebwagen standen nach dem Zweiten Weltkrieg noch zur Verfügung, davon 227 aus den ersten Bauabschnitt. Entsprechende Umbauten und Ertüchtigungen erfolgten jeweils, aber auch erste Ausmusterungen. 1955 wurden 35 Wagen für die VG-Züge verwendet, um 1959 begann die Ausmusterung der Z1-Wagen, die der Z2-Wagen erfolgte von 1961 bis 1965.
Hamburg Altonaer Centralbahn (HAC)
Die ersten 40 Triebwagen der HAC wurden 1896 von Waggonbau Busch und weitere 20 1898 in Falkenried gebaut. 20 Beiwagen baute Busch 1897 und weitere 25 im Jahr 1898 Falkenried. Die Länge über Puffer betrug 8,4 m, die Wagenkastenbreite 2,0 m und der Radstand 1,7 m (bei einigen Umbauten 2,2 m). Vier Triebwagen wurden später zu Beiwagen umgebaut. 1923 übernahm die HHA 46 Triebwagen und 51 Beiwagen. Bis 1929 wurden einige Wagen zu Arbeitswagen umgebaut, der Rest verschrottet.
Die Wagenkästen hatten anfangs zwei große Bogenfenster, das Dach die Form einer Pagode. Daher und wegen ihrer gelben Farbe wurde die Centralbahn auch „Chinesenbahn“ genannt.
Hamburg-Altonaer Trambahn-Gesellschaft (HAT)
Die HAT ließ ihre elektrischen Triebwagen und passende Anhänger bei Busch in Eimsbüttel fertigen. 1897 wurden 80 und 1899 weitere zwei Triebwagen angefertigt (Wagenkasten 5,18 m Länge, 2,0 m Breite, Radstand 1,7 m, zwei Motoren je 20 PS). Alle 82 Wagen wurden 1900 von der SEG und 1919 von der HHA übernommen. Von 1927 bis 1931 wurden die Wagen als Arbeitswagen eingesetzt oder teilweise abgebrochen.
Elektrische Bahn Altona-Blankenese (EBAB)
Für die Saison 1913 besorgte man von Falkenried sieben neue Zweiachs-Triebwagen, um den Betrieb kostengünstiger als mit den Vierachsern von 1899 betreiben zu können. Nach der Betriebseinstellung am 9. Januar 1921 wurden die Triebwagen an die niederländische Stadt Utrecht verkauft.

### Vierachser
Für die Hamburger Straßenbahngesellschaften wurden von 1897 bis 1956 insgesamt 387 vierachsige elektrische Triebwagen gebaut.
Straßen-Eisenbahn-Gesellschaft (SEG), Typ V1
1897 baute man bei Falkenried die ersten zehn Vierachser, bis 1901 waren dann 50 Wagen dieses Typs in Betrieb. Die Länge über Puffer betrug 11,2 m, der Drehzapfenabstand 4,6 m, das Drehgestell wies 1,6 m Achsabstand auf. Einschließlich eines umgebauten Dreiachsers übernahm die HHA 1919 alle 51 Wagen. Sie standen bis Juli 1943 im Personenverkehr. Nach der Zerstörung von 18 Wagen wurden die restlichen im Herbst 1944 zu Gütertransportwagen umgebaut. 24 Wagen überstanden den Zweiten Weltkrieg und dienten bis in die 1950er Jahre als Arbeitswagen verschiedenen Zwecken.
Elektrische Bahn Altona-Blankenese (EBAB), Typ V1
1899 kamen 16 Triebwagen von Falkenried, die nach den gleichen Zeichnungen wie der Vierachser der SEG konstruiert waren. Ab 1913 wegen des hohen Stromverbrauchs nur noch gelegentlich eingesetzt, wurden diese Triebwagen 1918 an die Straßenbahn Hannover verkauft.
HHA, Typ V2
30 Vierachser wurden ab 1928 bei Falkenried gebaut (V2T), von 1936 bis 1939 aus V2-Beiwagen weitere zehn Triebwagen (V2U). Später erfolgten Umbauten und Modernisierungen zu V2U, V2U50 und V2U2. Drei Fahrzeuge wurden an die Erfordernisse der Eisenbahn (EBO) angepasst und auf dem – ebenfalls von der HHA betriebenen – Restbetrieb der EKV zwischen Ohlstedt und Wohldorf eingesetzt. Sie waren dazu als einzige Hamburger Wagen mit Scherenstromabnehmern ausgerüstet worden. 27 V2T und alle zehn V2U überdauerten die Kriegsereignisse, gingen ab etwa 1958 in den Verstärkerbetrieb und wurden von 1963 bis Herbst 1967 außer Dienst gestellt. Ihre Länge über Puffer betrug 11,94 m, der Drehzapfenabstand 4,6 m und der Achsstand im Drehgestell 1,6 m. Die Wagenkastenbreite betrug 2,0 m.
HHA, Typen V3, V4 und V5

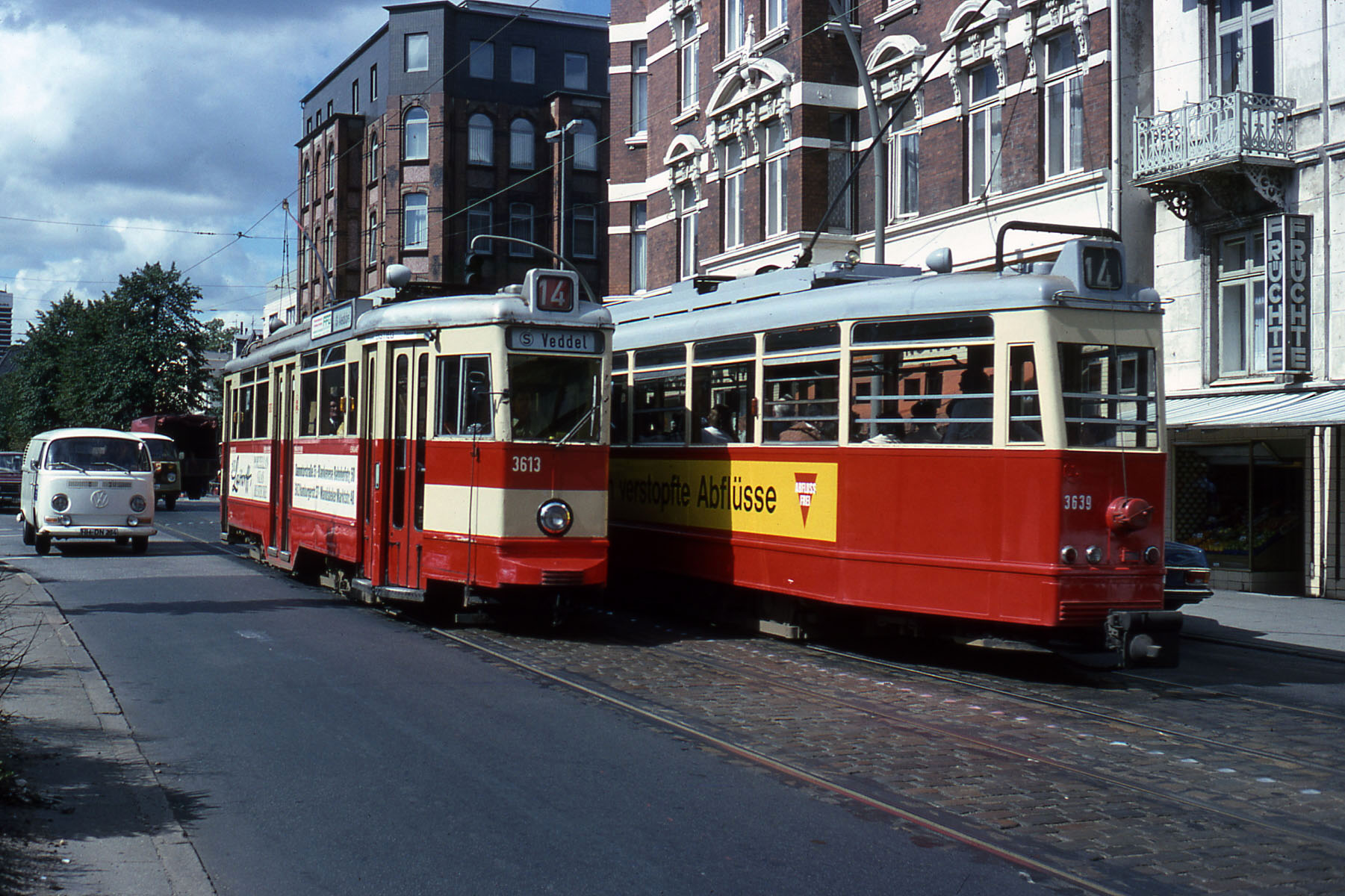
Zwei V6-Triebwagen. Die Serie 3601–3660 (ursprünglich 3001–3060) wurde von Falkenried 1951/52 gebaut und war die erste dieser Bauart.

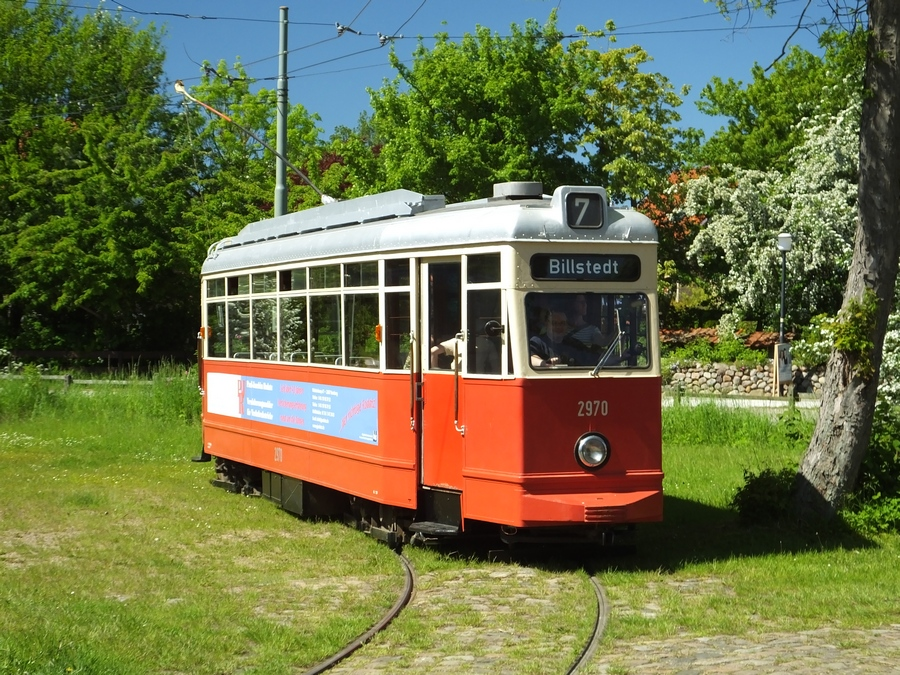
Triebwagen V3 der Hamburger Straßenbahn als Museumsfahrzeug am Schönberger Strand, 27. Mai 2017

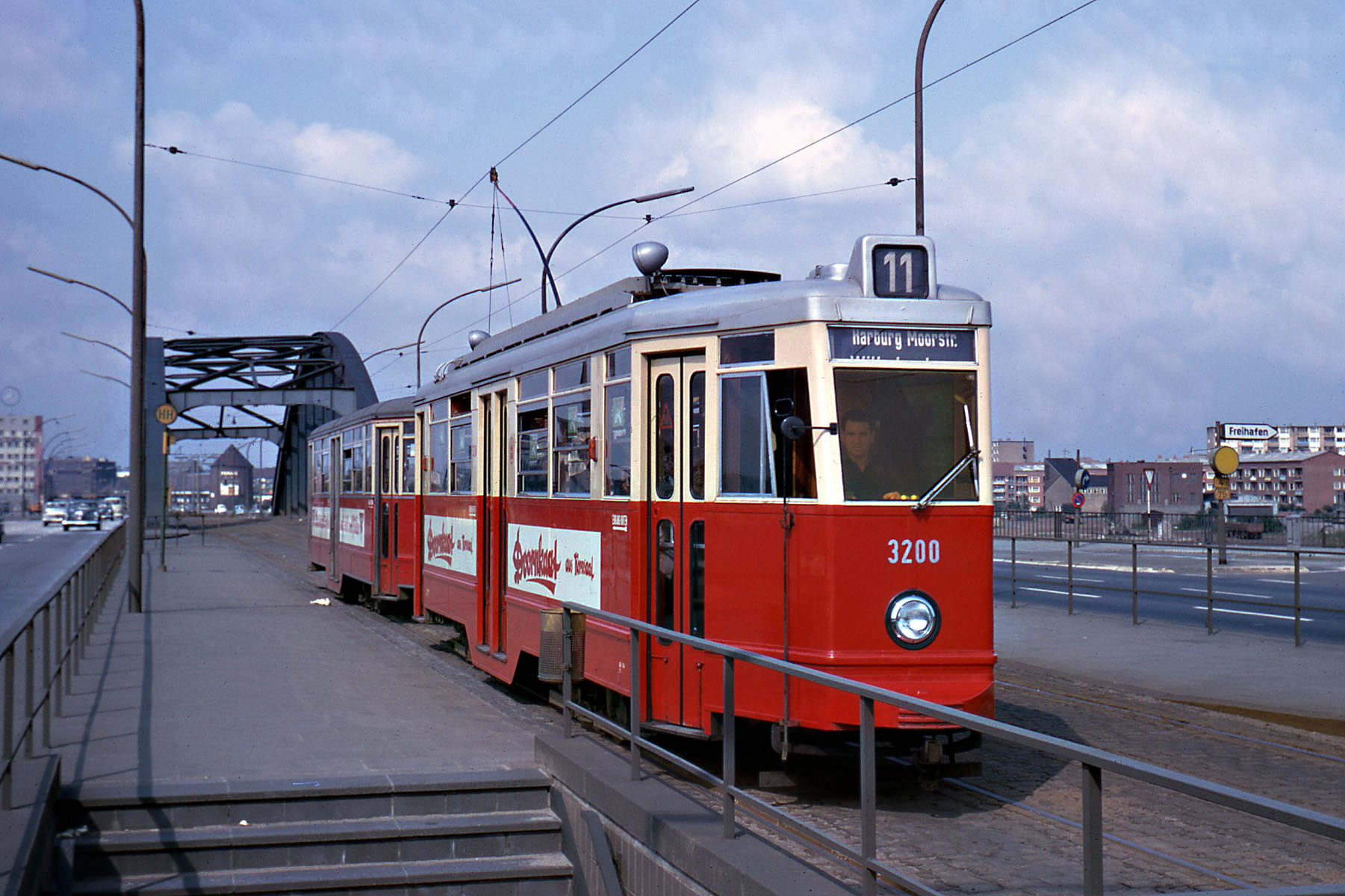
V7 3200 Baujahr 1954 von O&K bei der Fahrt über die Norderelbe via Veddel und Wilhelmsburg. Die Straßenbahn hatte auf der Brücke einen eigenen Gleiskörper und unterquerte die Autobahn im Straßenbahntunnel Veddel.

Vom vierachsigen Typ V3 wurden 1937 bis 1940 bei Falkenried fünf Triebwagen hergestellt (Länge über Puffer 12,3 m; Breite 2,2 m, Drehzapfenabstand 5,2 m, Achsabstand Drehgestell 1,6 m). Nur zwei Wagen überstanden den Zweiten Weltkrieg, dienten ab 1958 noch für Verstärkungsfahrten und blieben bis Januar 1967 im Fahrbetrieb.
Als V4 wurden drei Versuchs-Triebwagen bezeichnet, von denen je einer von Westwaggon und der Waggonfabrik Uerdingen hergestellt worden war. Die Länge über Puffer betrug zwischen 14,48 und 14,60 m, die Fahrgestellmaße entsprachen dem des V3. Alle drei Wagen wurden 1943 zerstört.
21 Triebwagen vom Typ V5 wurden 1943 von der Waggonfabrik Uerdingen ausgeliefert (Länge über Puffer 14,71 m, Breite 2,2 m, Fahrgestellmaße wie V3). Elf Wagen überstanden den Krieg und blieben bis Ende 1968 im Fahrgastverkehr.
HHA, Typen V6 und V7
Als Weiterentwicklung des V5 kamen nach je einem Probewagen 1949 aus der Werkstatt Falkenried 1951 bis Anfang 1953 62 Triebwagen V6 in Betrieb, weitere 100 Triebwagen kamen 1951 und 1952 von Linke-Hofmann-Busch (LHB). Vom Typ V7 wurden von August 1953 bis März 1954 50 Triebwagen von O&K geliefert, weitere 40 Triebwagen kamen 1956/1957 von LHB.
Diese Wagen wurden im Volksmund „Sambawagen“ genannt, da stehende Fahrgäste auf der Fläche im Eingangsbereich beim (damaligen) Schaffnerplatz vor der hinteren Tür bei zügiger Anfahrt häufig zu tanzschrittähnlichen Bewegungen gezwungen waren.
Äußerlich gab es zwischen den 2,2 m breiten Wagen geringe Unterschiede (V6: Schiebetüren, V7: Schwenktüren). Von Januar 1966 bis April 1969 wurden diese Triebwagen für den schaffnerlosen Betrieb umgebaut (zunächst die V7 zu V7E, danach V6 zu V6E): Ändern der Doppeltüren (Zweispur-Einstieg) von hinten nach vorn, hinten nur noch eine Einzeltür, die V6 bekamen die aus dem V/ bekannten Schwenktüren, Entfernen des Schaffnerplatzes mit Anpassen der Inneneinrichtung, Einbauen u. a. von Türschließanlage (mit Trittkontakten auf unterster Stufe) und Kasse am Fahrerplatz. Diese Einmannwagen waren in den nächsten Jahren durch einen breiten beigefarbenen Streifen um den Bug und das Heck gekennzeichnet.
Die jüngeren V7-Triebwagen wurden zwischen 1970 und 1977 ausgemustert, weil sie eher Schäden durch Korrosion erlitten, während die zuletzt zu Einmannwagen umgebauten V6-Triebwagen bis zum Ende 1978 im Fahrgastbetrieb waren. Im Museum Schönberger Strand steht je ein Trieb- und Beiwagen des Typs (V7E/V7BE).
HHA, PCC-Wagen
Als Versuchswagen verkehrte der PCC-Wagen 3060 bis 1958 als Einzelwagen auf der Linie 8, bevor er nach Kopenhagen und später nach Brüssel gelangte, wo es bereits zahlreiche Wagen dieses Typs gab.
HHA, Typ VG

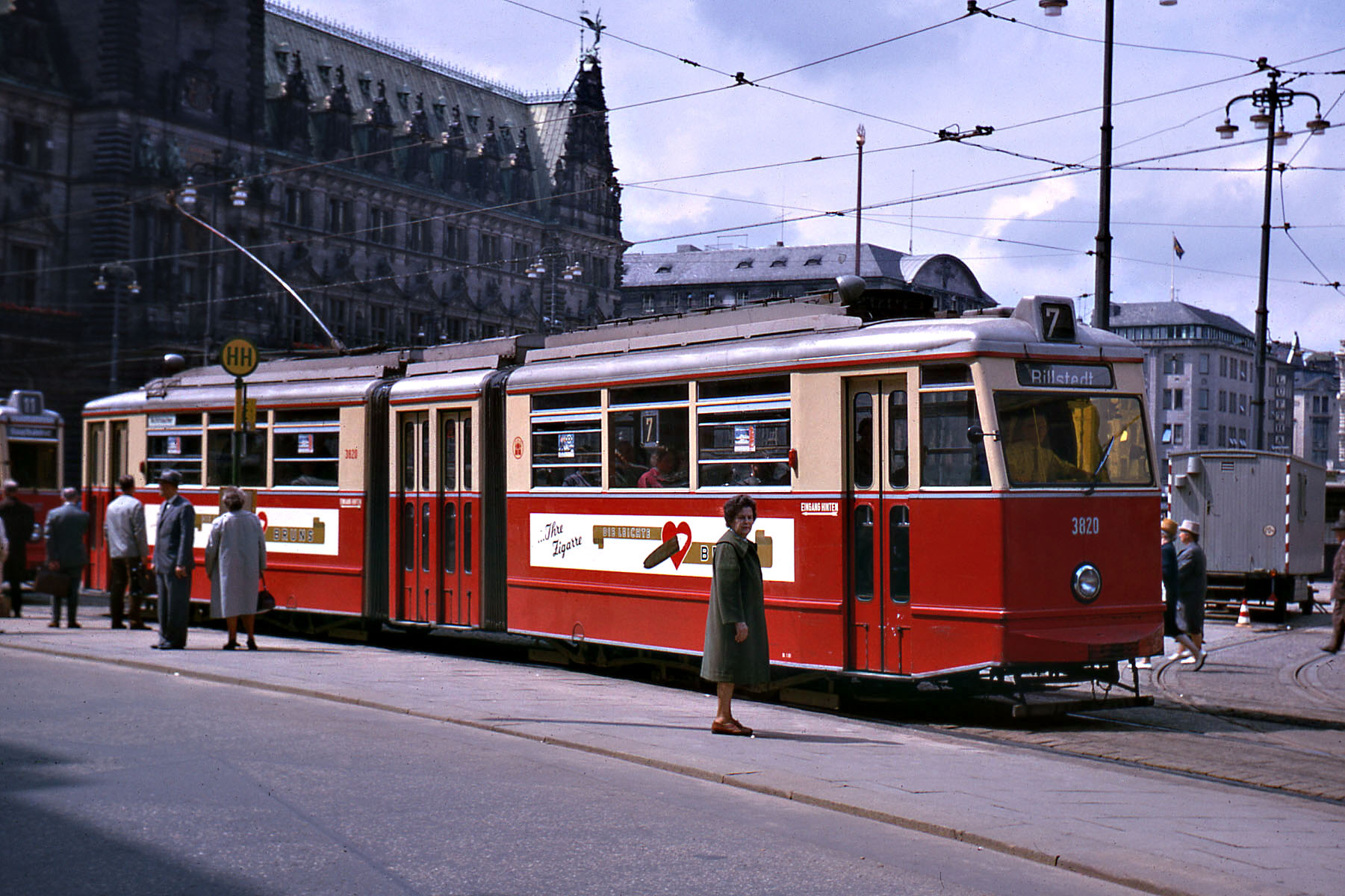
Vierachsiger Gelenkwagen Typ VG

Dies war eine Serie von Gelenkwagen mit schwebendem Mittelteil, die auf jeweils zwei Fahrgestellen meist kriegszerstörter Zweiachser aufgebaut war. Wegen ihrer schlechten Laufeigenschaften (auf 2,5 m Achsstand umgebaut) wurden sie „Schienenfräse“ genannt und später nur für Verstärkerfahrten eingesetzt. Nach einem Probewagen 1954 wurden 30 Einheiten von DWM Berlin zwischen September 1955 und Februar 1956 geliefert, aber schon zwischen Februar 1965 bis März 1967 wieder abgezogen. Mit einer Länge über Blech von 17,275 m waren sie Hamburgs längste Straßenbahnfahrzeuge.

### Beiwagen
Den Einsatz von Beiwagen zur Erhöhung der Fahrgastkapazität in den Hauptverkehrszeiten gab es bei der Straßen-Eisenbahn-Gesellschaft (SEG) von Anbeginn. Man setzte zuerst und bis 1926 dazu bis zu 271 nun nicht mehr benötigte, dem Elektrobetrieb angepasste, Pferdebahnwagen ein.
Die „Zentralbahn“ setzten ab 1896, die Hamburg-Altonaer Trambahn-Gesellschaft (HAT) ab 1897 bei der Elektrifizierung ihrer Linien sogleich eigens bei der Waggonfabrik Busch in Eimsbüttel gebaute Beiwagen ein. Die HAC hatte 45 und die HAT 24 Beiwagen. Die Wagen der HAC waren 8,4 m lang (über Puffer) mit 2,2 m Radstand. Nach der Übernahme der HAT durch die SEG (1900) wurden die Beiwagen der HAT 1907 bis 1917 ausgemustert, nach der Übernahme der HAC durch die HHA (1923) die Beiwagen der HAC 1929 abgebrochen.
Ab 1902 wurden auch für die SEG zweiachsige Beiwagen in der Hauptwerkstatt Falkenried gebaut. Von zuerst 1,7 m bzw. 1,6 m Radstand bis 2,2 m und Länge über Puffer von 7,6 m bis 8,44 m wurden die 1902 bis 1919 gebauten Typen A1 bis A5 (A1 und A2 nach Umbau 1926 dann A7 genannt) mit insgesamt 447 Wagen später zur Klasse Z1B (Wagenkastenbreite 2,0 m) zusammengefasst. 234 dieser Fahrzeuge standen nach dem Zweiten Weltkrieg zur Verfügung. 1951 begann die Verschrottung, bis 1955 wurden sie außer Dienst gestellt.
Die HHA ließ 1923/1924 weitere 50 Beiwagen in Falkenried und weitere 100 in Bautzen und bei Hawa Hannover anfertigen. Diese 150 Wagen nach Typ A6 waren 2,15 m breit mit 2,0 m Radstand. 1925 bis 1927 folgte die ähnliche Serie A8 mit 310 Wagen (davon 60 von Falkenried und 250 von verschiedenen Fremdfirmen). A6- und A8-Wagen wurden später zum Typ Z2B zusammengefasst. 343 Beiwagen kamen durch den Krieg. 1962 begann deren Verschrottung, doch bis 1965 konnte man sie noch im Fahrgastverkehr sehen.
Anfang der 1940er Jahre entstanden 14 vierachsige Beiwagen des Typs V5B bei Uerdingen, von denen elf den Krieg überstanden. Bis 1969 waren diese Wagen ausgemustert.

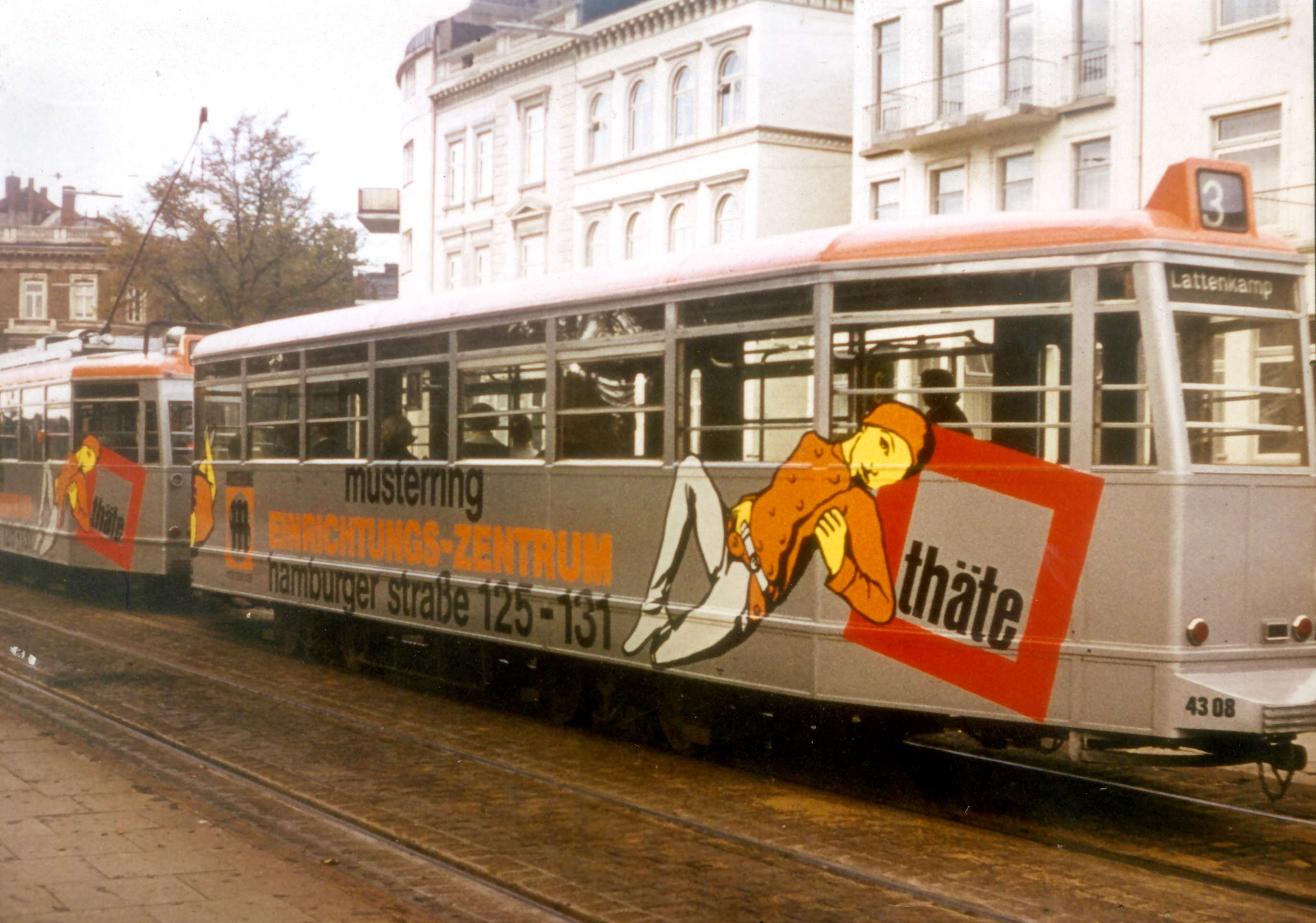
Triebwagen V6E mit Beiwagen V7B, erste Wagen mit „Popreklame“ (Vollreklame-Lackierung) um 1970

1950 ging ein Auftrag an die niedersächsische Waggonfabrik Joseph Graaff in Elze zur Konstruktion von zehn Beiwagen Typ Z3B mit 3,0 m Radstand für den Betrieb mit Z2-Umbautriebwagen hauptsächlich auf der Linie 33 nach Harburg. Diese Beiwagen wurden bereits 1961 ausgemustert.
Nach den Prototypen, die 1949 bei Falkenried entstanden, fertigte LHB 1951/1952 parallel zu den V6-Triebwagen 100 Beiwagen (V6B), von O&K kamen für die V7-Triebwagen 1953–1955 zunächst 35 und 1956/1957 weitere 45 Beiwagen (V7B) in Betrieb, insgesamt 80 Beiwagen. Wichtigster Punkt der Unterscheidung der V6- zu den V7-Beiwagen (V7B) war, neben der unterschiedlichen Türenbauart, das geringere Fahrzeuggewicht durch die weitergehende Verwendung von Aluminium. Von den V6-Beiwagen (Schiebetüren) schieden 60 Stück 1968/1969 aus, die restlichen 1970/1971. Vereinzelt ab 1970, verstärkt 1973–1976 erfolgte die Ausmusterung der V7-Beiwagen. Der Straßenbahnbetrieb in Hamburg erfolgte in den letzten Jahren durch Einzeltriebwagen.
1958 kamen von Graaff in Elzen noch 30 Beiwagen vom Typ Z4B mit 2,5 m Radstand für die VG-Gelenkzüge zur Hamburger Straßenbahn. Bis auf fünf Wagen wurden sie bereits um den Jahreswechsel 1966/1967 abgestellt. Die restlichen fünf fuhren bis Oktober 1967 hinter V6- oder V7-Triebwagen.

### Wagenbestände
- 1890 SEG = 360, Zentralbahn: 53 (Pferdebahnwagen)
- 1900 SEG = 591, Zentralbahn: 105
- 1910 SEG = 1327, Zentralbahn: 105
- 1923 HHA = 1472, davon 837 Triebwagen, 645 Beiwagen
- 1928 HHA = 1725, davon 836 Triebwagen, 889 Beiwagen (von den Triebwagen 81 Vierachser)[30]
- 1943 HHA = 1612, davon 766 Triebwagen, 846 Beiwagen
- 1945 HHA = 1090, davon 484 Triebwagen, 608 Beiwagen (von den Triebwagen 415 Zweiachser), kriegsbedingte Verluste: 522, davon 282 Triebwagen, 238 Beiwagen[31]
- 1955 HHA: 1107, davon 469 Triebwagen (265 2x, 204 4x), 638 Beiwagen (479 2x, 159 4x)
- 1955: 1036 Fahrzeuge
- 1965: 494 Fahrzeuge[32]

### Farbgebung
Während die Zentralbahn mit gelben Wagen fuhr, waren die Fahrzeuge der SEG dunkelgrün gestrichen. Ab 1922 verwendete die HHA einen cremefarbenen Anstrich für ihre Wagen. Schon Ende der 1930er Jahre wurden die Vierachser unter den Fenstern rot (RAL 3000) lackiert und darüber weiterhin cremefarbig (RAL 1001). Nach dem Zweiten Weltkrieg (bis ca. 1948) wurde diese Farbgebung auch auf die Zweiachs-Fahrzeuge angewendet. Diese – den Hamburger Stadtfarben Rot und Weiß nachempfundene – Lackierung trugen die Hamburger Wagen dann bis zur Betriebseinstellung 1978, falls nicht durch Ganzreklame ein anderes Erscheinungsbild entstand.

## Technik
Das Gleisnetz der Hamburger Straßenbahn war in Normalspur ausgeführt.

### Gleisbau

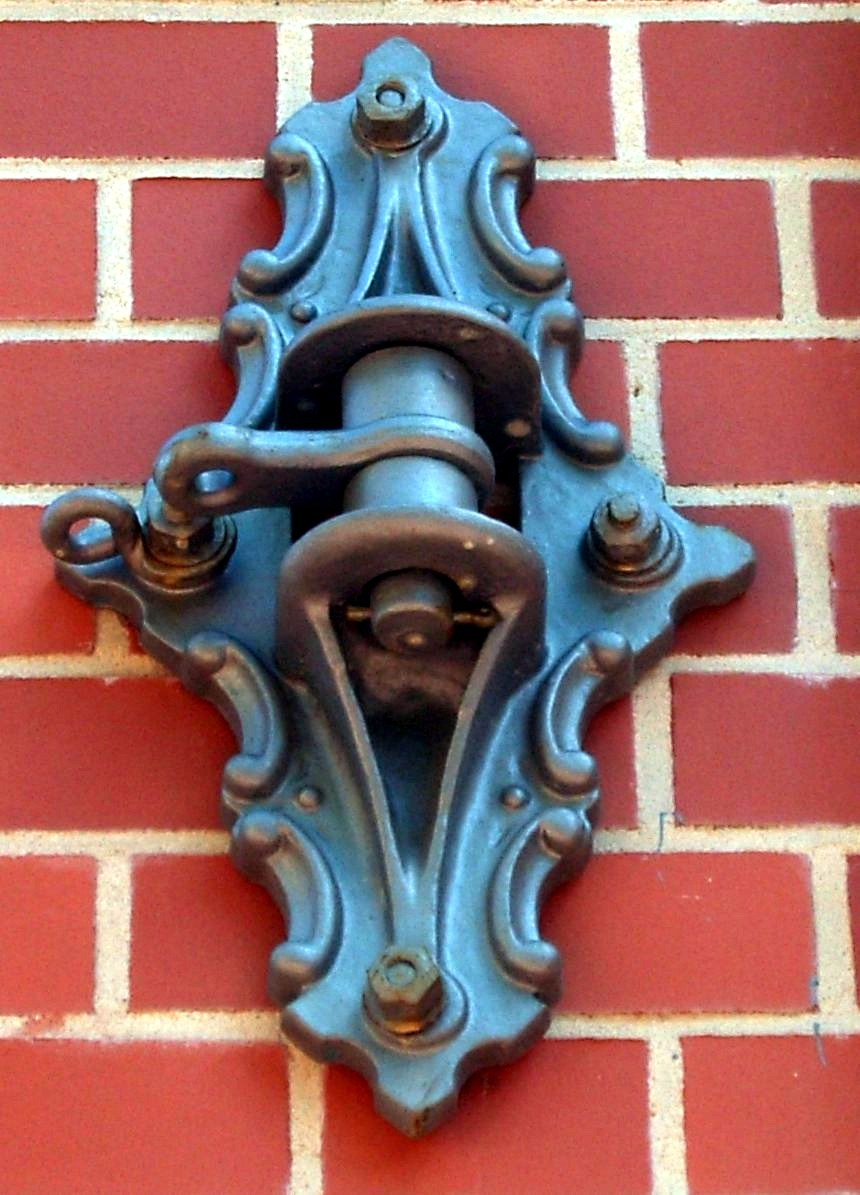
Oberleitungsrosette der Linie 42 (1907–1957)

Bei der Elektrifizierung der Strecken spannte man nicht nur den Fahrdraht, sondern verstärkte auch das Gleis, um der höheren Achslast des elektrischen Triebwagens gegenüber dem Pferdebahnwagen zu genügen. Strecken in den näheren Vororten wurden in der Regel dabei zweigleisig ausgebaut. Nur noch zu weiter entfernten Zielen führten eingleisige Strecken.
Schon um 1900 begann man, entweder Linien durchzubinden (z. B. bisher am Rathausmarkt endende Linien) oder Kehrschleifen anzulegen, um das Umsetzen der Anhänger zu vermeiden. Dies zog sich aber bis in die 1920er-Jahre hin. An den Endstellen Tarpenbekstr., Osterbrook (Süderstr.), Billbrook und Rönneburg richtete man statt Kehrschleifen Wendedreiecke ein.

### Fahrdraht (Oberleitung)
Für den elektrischen Betrieb verwendete Hamburg zuerst 500 V, später 550 V Gleichstrom. Die Stromzuführung erfolgte generell durch den Fahrdraht (Oberleitung). In breiteren Straßen war das Oberleitungssystem an Masten befestigt, in engeren Straßen an den Hauswänden. Zuerst wurde die Verankerung an den Hauswänden durch besondere gusseiserne Oberleitungsrosetten verborgen, damit der Befestigungspunkt ein gefälligeres Aussehen hatte. Auch nach der Entfernen des Fahrdrahtes blieben die Rosetten oft an der Hauswand hängen, so dass 2007 noch etwa 600 dieser Relikte ehemaliger Straßenbahnstrecken zu sehen waren.

### Stromabnehmer
Die Hamburger Straßenbahn war der letzte Betrieb in Deutschland, der mit Rollenstromabnehmern fuhr, sie wurden bis zur Einstellung verwendet.
Bei den ursprünglich eingesetzten Zweirichtungsfahrzeugen war die Stange, die die Abnehmerrolle an den Fahrdraht drückte, je nach Fahrtrichtung manuell drehbar. Mit der Einführung von Einrichtungsfahrzeugen konnte man Leinenfänger verwenden, die nach einer Entgleisung des Rollenstromabnehmers das Herunterziehen (von Hand) der (Andruck-)Stange ermöglichten.
Um guten Kontakt zu haben, wurde die Stromabnehmerstange mit der Rolle an den Fahrdraht gedrückt. Damit die Stromabnehmerstange beim Entgleisen der Rolle nicht zu weit hochfederte und dabei das Oberleitungssystem beschädigte, wurde die Stange über eine Leine durch ein weiteres Federsystem gesteuert, das bei ruckartigem Hochschnellen der Stange auslöste und diese wieder unter das Niveau des Fahrdrahtes zog.

### Beleuchtung
Die zu Beginn des elektrischen Straßenbahnbetriebs zur Verfügung stehenden Kohlefadenlampen waren durch die auftretenden Erschütterungen schlecht geeignet und teuer. Lediglich die Zielschildbeleuchtung auf dem Dach war elektrisch. Dazu dienten links und rechts zwei Sechsecklaternen, die je nach Linie mit unterschiedlichen farbigen Gläsern bestückt waren. Bei Dunkelheit wurde zuerst eine Petroleumlampe als „Scheinwerfer“ an die Wagen gehängt.
Erst nach dem Ersten Weltkrieg rüstete man die Triebwagen mit einer elektrischen Streckenlampe aus und auch die Beiwagen mit elektrischer Beleuchtung.

### Linien-Kennzeichnung
Ab 1894 hatten die elektrifizierten Linien in der Regel ein linientypisches Dachsymbol (Dachzeichen, Abzeichen) vorn und hinten in der Mitte des Daches, das die Linie schon aus gewisser Entfernung erkennbar machte. Dieses Dachzeichen trugen die Wagen noch bis etwa 1935, auch als es schon längst Liniennummern gab. Nachts waren die Wagen ab 1897 durch zwei je nach Linie verschiedenfarbige sechseckige Laternen erkennbar.
Als erste Stadt im deutschsprachigen Raum führte Hamburg im Sommer 1900 (bis 3. September 1900) Liniennummern ein. Zuerst hing die Liniennummer unter der Dachkante, bis 1905 die in Fahrtrichtung rechte Sechseck-Laterne durch die Liniennummer ersetzt wurde. Dadurch vereinfachte sich zwangsläufig der Farbcode durch die Laternen. Die Liniennummer der regulären Linien wurde in schwarzer Schrift auf weißem Grund gezeigt. Ab Ende der 1920er Jahre und bis etwa 1948 gab es Verstärker- und Sonderlinien, die ihre Nummer in weißer Schrift auf rotem Grund zeigten, die sogenannten „roten“ Linien. Von 1906 bis etwa 1930 wurden Ergänzungslinien auch mit Buchstaben bezeichnet, ebenso wie die Nachtlinien im Zweiten Weltkrieg (P bis Z).
Erst ab 1947 wurde die zweite Sechseck-Laterne bei den Zweiachs-Triebwagen durch einen zweiten Kasten mit der Liniennummer ersetzt. Die Liniennummer erschien seitdem in weißer Schrift auf schwarzem Grund. Ab etwa 1966 zeigten rote Linienschilder einzeln fahrende Einmann-Triebwagen an, wo vorn eingestiegen werden musste, und schwarze Linienschilder Züge mit Beiwagen, die schaffnerbesetzt waren und in die die Barzahler einsteigen sollten.